# Episodi de L'Uomo Tigre

Tiger Mask in primo piano

Questa è la lista degli episodi de L'Uomo Tigre, serie televisiva anime prodotta da Toei Animation e basata sull'omonimo manga scritto da Ikki Kajiwara e illustrato da Naoki Tsuji. I 105 episodi sono stati trasmessi su Yomiuri TV dal 2 ottobre 1969 al 30 settembre 1971. L'edizione italiana è stata trasmessa su Rete 4 nel corso del 1982.
Le sigle di apertura e di chiusura originali sono rispettivamente Ike! Tiger Mask (行け!タイガーマスク?, Ike! Taigā Masuku) e Minashigo no ballad (みなし児のバラード?, Minashigo no barādo) entrambe interpretate da Hiroshi Nitta, testo di Nashio Kitani, composizione e arrangiamento di Junsuke Kikuchi. L'edizione italiana adotta invece come sigla unica di apertura e chiusura L'uomo tigre de I Cavalieri del Re, scritta da Riccardo Zara.

## Lista episodi
| Nº  | Titolo italiano Giapponese 「Kanji」 - Rōmaji - Traduzione letterale | In onda           | In onda |
| Nº  | Titolo italiano Giapponese 「Kanji」 - Rōmaji - Traduzione letterale | Giapponese        |         |
| 1   | Il Demone Giallo 「黄色い悪魔」 - Kiiroi akuma – "Il demone giallo" | 2 ottobre 1969    |         |
| 1   | Un misterioso quanto temuto wrestler mascherato di nome Tiger Mask, che ha già fatto ampiamente parlare di sé in tutto il continente americano per la sua proverbiale scorrettezza, e perciò soprannominato "Yellow Devil", fa il suo ritorno in Giappone. Visto di cattivo occhio dall'intera Japan Pro-Wrestling Association, viene subito emarginato. L'unico che sembra voler nonostante tutto cercar di capirlo è Giant Baba, stimato e correttissimo pro-wrestler. Questi difatti sembra voler supporre che Yellow Devil provenga in realtà da Tana delle Tigri, organizzazione che raccoglie giovani dotati da ogni parte del mondo e li addestra per farne spietati e crudeli combattenti. Kenta, un bambino che vive in orfanotrofio, la Chibikko House, a dispetto di tutto e tutti, dimostra - unico tra i bambini - una grandissima ammirazione nei confronti di Tiger Mask, e quando gioca in cortile indossa sempre una maschera somigliante a quella di Yellow Devil. I due giovani che gestiscono attualmente questa casa-rifugio per bimbi abbandonati sono anche loro due ex-orfani, fratello e sorella: all'uomo Kenta ricorda tanto il loro antico compagno Naoto Date alla sua età, scappato più di dieci anni prima e mai più tornato, quando dopo una visita allo zoo davanti alla gabbia della tigre affermò risolutamente di voler anche lui un giorno diventare forte come una tigre. Quando la gentile Ruriko assiste in televisione alla prima apparizione sul ring di Tiger Mask, per un attimo fuggevole gli passa per la mente che i suoi occhi potrebbero davvero assomigliare molto a quelli che aveva Naoto. Tiger Mask affronta tre forti wrestler sconfiggendoli facilmente anche grazie al suo stile di combattimento, falloso e del tutto non curante dell'osservanza delle regole. I tre wrestler volevano vendicare il loro collega che Tiger Mask aveva ridotto in pessime condizioni, Iron Bear, suo figlio sale sul ring e picchia Tiger Mask il quale tira fuori una parte gentile del suo animo accarezzandolo alla testa dicendogli di diventare più forte di suo padre. |                   |         |
| 2   | La fuga di Kenta 「嵐を呼ぶ猛虎」 - Arashi o yobu mōko – "La tigre feroce che chiama la tempesta" | 9 ottobre 1969    |         |
| 2   | Kenta, dopo essersi violentemente azzuffato con un altro bambino dell'orfanotrofio, scappa e non fa più ritorno. La sua sparizione via via comincia ovviamente a preoccupare tutti. Il ragazzino intanto è riuscito ad entrare al palazzetto dello sport dove si svolgono i match di wrestling ed ha anche occasione d'incontrare proprio il suo grande idolo, Tiger Mask. Questi difatti in coppia con Antonio Inoki si appresta ad affrontare altri due wrestler, Baron Scicluna e Jack Brisco. Il match finisce presto in un mare di sangue con Yellow Devil che ferisce gravemente entrambi gli avversari con tecniche fallose ed utilizzando vari oggetti contundenti, tra cui un secchio di metallo. Ruriko, che ha visto in televisione il piccolo Kenta tra gli spalti in mezzo agli spettatori corre trafelata al palazzetto dello sport per recuperare il bambino: gli occhi della giovane finiscono per incontrarsi con quelli dell'uomo mascherato e, nuovamente, ha la netta impressione che siano simili in tutto e per tutto a quelli di Naoto. Anche il wrestler appare colpito dalla figura della giovane donna, sembrandogli d'averla già incontrata prima da qualche parte. |                   |         |
| 3   | Il ritorno di Naoto 「帰って来た男」 - Kaette kita otoko – "L'uomo che è tornato" | 16 ottobre 1969   |         |
| 3   | Naoto, il quale aveva fatto perdere le sue tracce per più di dieci anni, si presenta per far visita alla casa degli orfani, quella in cui era vissuto lui stesso da bambino, gestita ora sotto la cura di Ruriko e del fratello. L'orfanotrofio si trova attualmente in stato di grave necessità economica a causa di un debito contratto con un boss della yakuza, un certo Gumi Akanuma. Se non fossero in grado presto di ripianarlo, ripagando il dovuto con tutti gli interessi, tutta la terra in cui sorge la casa sarebbe espropriata. Naoto assicura gli amici di volersi occupare della faccenda, incaricandosi d'estinguere il debito: dice d'aver ereditato una grossa fortuna e non aver quindi alcun problema a pagare. Poco dopo Tiger Mask affronta sul ring un temibile avversario in un difficile combattimento che alla fine però lo vede trionfare. Un assegno firmato da Naoto con la somma pattuita viene inviato all'orfanotrofio proprio mentre i bambini stanno assistendo al match dell'uomo mascherato in televisione. Ruriko colma di gratitudine, attende con ansia di incontrare nuovamente l'amico Naoto per poterlo così ringraziare adeguatamente di persona. |                   |         |
| 4   | La legge di Tana delle Tigri 「虎の穴の掟」 - Tora no Ana no okite – "La legge di Tana delle Tigri" | 23 ottobre 1969   |         |
| 4   | Akanuma si reca personalmente alla casa degli orfani per avvisare i due giovani fratelli esterrefatti che l'assegno inviatogli copriva solamente metà del debito, questo a causa degli interessi d'usura accumulati: se non dovesse pervenirgli al più presto anche il resto del denaro che gli spetta di diritto egli entrerebbe ufficialmente in possesso del terreno e potrebbe iniziare così a costruirvi un palazzo di lusso. Tiger Mask si trova intanto ad affrontare il crudele Mister Wolf il quale riesce anche a strappargli un pezzo di maschera all'altezza degli occhi. Ruriko, che continua ad aver l'impressione che tra il wrestler e Naoto vi sia una strana somiglianza, si ricrede: non possono essere la stessa persona, in quanto Naoto è buono e gentile, mentre l'altro dimostra una crudeltà e spietatezza senza limiti. Tornato agli spogliatoi al termine del duro match, Tiger Mask chiude la porta dietro di sé e si toglie la maschera ed ecco apparire proprio il volto di Naoto. Uno dei dirigenti di Tana delle Tigri, l'organizzazione che l'ha fatto prelevare quel giorno di dieci anni prima allo zoo di Ueno per farne un imbattibile wrestler, lo sta attendendo: si tratta di Mister X. Egli è venuto ad avvisare e a metterlo in guardia che sta pericolosamente contravvenendo alla ferrea regola che impone lui debba consegnare il 50% di tutti gl'introiti dovuti alle sue vittorie sul ring alla Tana. Naoto, che ha dovuto spendere tutti i soldi guadagnati finora per darli alla casa degli orfani, assicura l'uomo in cilindro con bastone da passeggio che s'è trattato di un caso eccezionale, ma che d'ora in avanti rispetterà con certezza puntualmente la legge di Tana delle Tigri. Mister X gli consiglia vivamente di non dimenticarsene e di star più attento la prossima volta, se non vuole rischiare d'esser considerato un traditore. |                   |         |
| 5   | Uomo Tigre sfida Mister X 「決死の虎」 - Kesshi no tora – "La tigre pronta a morire" | 30 ottobre 1969   |         |
| 5   | Tiger Mask combatte contro il campione dei wrestler africani, Popo Africa, e a assistere e commentare vi è anche Giant Baba. Ma quando il diavolo giallo comincia ad accanirsi con crudeltà gratuita contro l'avversario anche dopo che questi aveva già dichiarato la resa, Giant Baba fa udire alta e chiara la propria indignazione, affermando che questa una vergogna per l'intera federazione sportiva nazionale. Così espelle Tiger Mask dalla Japan Pro-Wrestling Association, impedendogli da quel momento in poi di partecipare a qualsiasi match ufficiale: ma dopo aver visto un bambino chiedergli senza alcuna paura l'autografo si ricrede e decide d'aspettare ancor un po' per veder se, casomai, il wrestler possa migliorar col tempo la propria condotta scorretta. Quando Naoto va a trovare i bambini dell'orfanotrofio gli viene detto che l'ingente somma da lui già versata copre solo metà del debito. Se non riuscissero a trovare il modo di pagare il resto dovrebbero andarsene. Naoto va immediatamente a trovare il boss ed ha anche uno scontro coi suoi gorilla: in ogni caso deve consegnargli tutto il denaro che ha appena guadagnato. Ora non ha più i soldi necessari da dare a Tana delle Tigri e per l'organizzazione ciò significa ch'egli ha nuovamente tradito. Si rende immediatamente conto che la sua stessa vita da quel momento in poi è in grave pericolo. |                   |         |
| 6   | Pitone Nero 「恐怖のデス・マッチ」 - Kyōfu no desu macchi – "Il terribile death match" | 6 novembre 1969   |         |
| 6   | Il primo wrestler inviato da Tana delle Tigri per assassinare Tiger Mask è Black Python. Come dimostrazione della propria stretta sovrumana appena sceso dalla scaletta dell'aereo malmena violentemente una feroce tigre in gabbia. Nel match che vede affrontarsi i due contendenti sono ammessi falli di gioco, e vengono permessi anche l'uso di morsi e armi contundenti. Assistono in trepidazione alla televisione anche Antonio Inoki e Giant Baba. Incoraggiato da Kenta, unico spettatore che lo sosteneva ad alta voce in tutto il palazzetto, riesce ad evitare gli attacchi più micidiali sferratigli dall'avversario. Ruriko, accorsa alla ricerca del bambino che era fuggito per far il tifo al proprio eroe, appare anche lei ai bordi del ring: aggrappatosi alle sbarre che lo delimitano, Kenta afferma a gran voce di voler anche lui divenire un giorno un combattente cattivo e crudele. Allora la giovane donna supplica il wrestler mascherato di insegnare invece al ragazzino la via dell'onestà e della giustizia. A queste parole Tiger Mask si blocca di colpo. Black Python coglie al volo l'occasione e passa al contrattacco. |                   |         |
| 7   | Incontro leale 「血まみれの虎」 - Chimamire no tora – "La tigre insanguinata" | 13 novembre 1969  |         |
| 7   | Il combattimento mortale prosegue. Tiger Mask potrebbe utilizzare il pugno di ferro appena sottratto all'avversario ma, tornategli alla mente le parole di Ruriko esita fino a quando non lascia cadere l'arma a terra: dopo molta fatica riesce infine a mandar al tappeto Black Python con il solo uso di tecniche di wrestling ammesse. Giant Baba e Antonio Inoki rimangono notevolmente impressionati e anche Kenta sembra ricredersi sul suo desiderio iniziale di diventare cattivo. Ma nel corridoio che porta agli spogliatoi l'uomo mascherato gela le speranze di tutti dicendo chiaramente che quel che ha fatto quel giorno è stato solo un capriccio: lui è e rimarrà sempre per tutti il Yellow Devil. Dopo esser tornato all'orfanotrofio Kenta inizia a vantarsi della conversazione avuta con Tiger Mask, e questo infastidisce Yoshibo, un altro dei bambini, che ha sempre sentito una forte rivalità nei confronti di Kenta. Il giorno seguente lo scontro finisce con una scazzottata proprio nel momento in cui giunge Naoto il quale propone, invece di quella zuffa, una partita a pallone, durante la quale i due comprendono il valore e l'importanza del lavoro di squadra. Naoto, osservando i due bambini riconciliarsi e tornar subito grandi amici, giura a sé stesso di voler provare a combattere contro Tana delle Tigri in maniera corretta e leale. |                   |         |
| 8   | La trappola 「「虎の穴」の罠」 - "Tora no Ana" no wana – "La trappola di "Tana delle Tigri"" | 20 novembre 1969  |         |
| 8   | Naoto riceve una telefonata da parte di Mister X nel cuore della notte, proprio mentre stava facendo un incubo riguardante Tana delle Tigri: lo minaccia avvisandolo di star bene in guardia in quanto schiere di wrestler stanno per arrivare con l'unico scopo di eliminarlo. Nel frattempo ha anche assolato tre killer professionisti nel tentativo d'assassinarlo uno dei quali, un cinese con spiccate abilità ipnotiche, riesce a suggestionarlo dopo esser riuscito a penetrar nella sua stanza d'albergo. Così manipolato gli porge una pistola ordinandogli d'andare all'orfanotrofio a suicidarsi davanti a tutti: fortunatamente per lui recupera la coscienza grazie all'aiuto di Kenta. Naoto, tornato alla ragione, con l'aiuto di Wakatsuki inscena una falsa morte durante l'attacco dei sicari, poi va ad affrontare i tre killer all'interno della discarica cittadina nei pressi del porto. Qui ingaggia una battaglia con i malviventi, due di loro perdono la vita, poi affronta Mister X che gli lancia contro una bomba che Naoto afferra lanciandola contro lo stesso Mister X che muore nell'esplosione. In realtà quella era solo una maschera, infatti non era Mister X ma il sicario che prima lo aveva ipnotizzato. Naoto per ora riesce ad avere la meglio contro Tana delle Tigri ma la battaglia è solo all'inizio. |                   |         |
| 9   | L'Uomo Gorilla 「飢えたゴリラマン」 - Ueta Goriraman – "Gorilla Man morto di fame" | 27 novembre 1969  |         |
| 9   | Gorilla Man, vissuto fino ad allora in alta montagna in mezzo alle intemperie, viene imbarcato su una nave merci e condotto in Giappone all'interno d'una gabbia per animali feroci. All'orfanotrofio i bambini osservano in televisione stupefatti una dimostrazione della sua forza: riesce a trascinare senza troppa difficoltà cinque autobus legati assieme. Mister X lancia così una pubblica sfida a Tiger Mask. Anche Kenta appare preoccupato per le sorti del suo eroe. Naoto ascolta in silenzio. Giant Baba, che elogia il wrestler mascherato per aver combattuto e vinto l'ultimo match onestamente, si propone intanto come suo partner durante un match di coppia: solo lui riesce ad accorgersi però che Tiger Mask ha ottenuto la vittoria con un impercettibile colpo proibito. Non fanno in tempo ad allontanarsi che Gorilla Man incatenato viene accompagnato da Mister X fin ai piedi del ring. A questo punto il team avversario appena sconfitto da Tiger Mask viene attaccato da Gorilla Man e lo stesso Giant Baba accorso in aiuto è malmenato. Solo una ditata negli occhi del 'mostro' permette a Tiger Mask di portar tutti in salvo. Negli spogliatoi Naoto riflette, non è sicuro di potercela fare senza infrangere le regole, tenta perciò di fuggire all'estero, ma una telefonata da parte di Ruriko lo avverte che Kenta è stato ricoverato d'urgenza in ospedale per aver contratto una polmonite acuta. Naoto si precipita ed ascolta Kenta in delirio che prega Tiger Mask di vincere. A seguito di ciò, con lo spirito ed il cuore rinnovati e ricolmi di coraggio s'appresta ad affrontare lealmente il temibile avversario. |                   |         |
| 10  | Il colpo del ponte 「肉弾メガトンおとし」 - Nikudan megaton otoshi – "Il proiettile umano trappola megatone" | 4 dicembre 1969   |         |
| 10  | Tiger Mask si allena accanitamente in attesa del match con Gorilla Man, ma mentre assieme a Giant Baba sta approntando una nuova mossa detta "colpo del ponte" che dovrebbe permettergli di sopportare il peso dell'avversario permettendo ai suoi colleghi di mettersi sopra di lui uno alla volta fino a raggiungere il peso di Gorilla Man, Giant Baba gli spiega che non funzionerà con Gorilla Man perché nemmeno il colpo del ponte può caricare tutto quel peso in una volta sola che avrà una maggiore forza d'impatto, infatti anche Giant Baba si lancia contro Tiger Mask che subisce una slogatura al collo che il wrestler mascherato imputa a Giant Baba. Si lasciano pertanto in cattivi rapporti. Tiger Mask utilizza tutta la propria velocità e tecniche più raffinate per sfuggire all'avversario e nel contempo non commettere scorrettezze, ma finisce per crollare al tappeto sanguinando copiosamente: Gorilla Man cerca di saltargli sopra ma egli schivandolo per un soffio e l'avversario sfonda il pavimento. Mister X prova a tirarlo su con una catena ma l'arbitro lo vieta, e nonostante Tiger Mask ora possa sconfiggerlo lo aiuta a rialzarsi volendo vincere lealmente. Tutti rimangono colpiti dato che ormai ha dato prova di essere cambiato. Mister X spinge Gorilla Man a combattere fino allo stremo delle forze e, pur vedendolo piangente, Tiger Mask non si ferma e gli salta sulle spalle coprendogli la visuale con le mani, l'avversario inciampa e sbatte il collo sul bordo del buco sul pavimento che lui stesso aveva causato. Durante la conferenza stampa finale si scusa pubblicamente con Giant Baba, solo ora ha difatti compreso con chiarezza che se avesse utilizzato quella tecnica che voleva ostinarsi a perfezionare ne sarebbe di certo uscito col collo spezzato: Giant Baba lo aveva messo in preventivo dando prova di essere il migliore dei wrestler. Giant Baba fa un cenno d'assenso e sorride. |                   |         |
| 11  | Lega mondiale professionisti 「世紀のWリーグ戦」 - Seiki no W Rīgu sen – "La lotta della W League del secolo" | 11 dicembre 1969  |         |
| 11  | Giant Baba chiede a Tiger Mask di partecipare al campionato mondiale di Lega per professionisti che sta per svolgersi di lì a poco. Tuttavia quest'ultimo non ha ancora piena fiducia nella propria capacità d'affrontare un'intera serie di match nel rispetto rigoroso delle regole, chiede pertanto al collega un po' di tempo per poter riflettere seriamente se sia il caso o meno gettarsi in questa - per lui - del tutto nuova avventura. Durante una delle sue frequenti visite all'orfanotrofio Naoto sente che i bambini non vedono l'ora di veder Tiger Mask combattere e vincere il campionato, decide pertanto in cuor suo di accettare l'offerta di Giant Baba, ma rendendosi conto lui stesso di commettere a volte atti fallosi senza nemmeno accorgersene gli chiede un aiuto e consiglio: il gigante allora lo presenta al famoso e stimatissimo vecchio maestro di judo Toranosuke Arashi, conosciuto come invincibile cintura nera. Invitato nella sua casa che si affaccia su un delizioso giardinetto tradizionale Tiger Mask rimane notevolmente impressionato dal fatto che l'uomo s'accorga subito del problema che lo assilla: gli confida allora in piena sincerità il proprio timore di compiere azioni scorrette inconsapevolmente. Aiutato dal maestro Arashi, dopo aver rammentato il lungo periodo di addestramento giovanile alla Tana delle Tigri, si prepara ad affrontare la sfida del torneo mondiale con rinnovata fiducia nelle proprie capacità. |                   |         |
| 12  | Una buona ragione per vincere 「誰のためのファイト」 - Dare no tame no faito – "Lotta per chi?" | 18 dicembre 1969  |         |
| 12  | A Osaka Tiger Mask, durante una sfida con cui era in coppia con Antonio Inoki, si infortuna ad una gamba e Giant Baba gli consiglia allora di prendersi una giornata di riposo per il giorno successivo. Mentre gironzola per le strade della città incontra un ragazzo di nome Goro e, dopo aver saputo che vive in un orfanotrofio, decide di andarlo a visitare. Questo si trova ai piedi di una montagna che sta un poco alla volta rovinosamente franando addosso alla casa. Per eseguire i lavori di recupero e messa in sicurezza occorrerebbero molti soldi. Naoto sceglie così di partecipare alla prossima gara seppur con la gamba ferita, e né Giant Baba, né tanto meno Antonio Inoki riescono minimamente a dissuaderlo dal suo proposito: riesce a battere l'avversario e col montepremi della vincita fa partire il cantiere dei lavori nei pressi dell'orfanotrofio. Non fa comunque sapere a nessuno che la cosa è tutto merito suo. |                   |         |
| 13  | Stella di Teschio 「恐怖の地獄作戦」 - Kyōfu no jigoku sakusen – "La terribile operazione inferno" | 25 dicembre 1969  |         |
| 13  | È in programma il match tra Tiger Mask e Skull Star e i bambini dell'orfanotrofio sono in platea accompagnati da Ruriko e dal fratello. Skull Star è stato mandato lì da Mister X e non appena ascolta la sua voce a Tiger Mask pare di rammentare uno dei suoi compagni di corso durante gli anni durissimi trascorsi alla Tana. Appena suona il gong d'inizio le luci di colpo si spengono e mentre un complice afferra per i piedi Tiger Mask, tenendolo bloccato. Skull Star sferra i suoi attacchi, l'unica cosa che si vede è la sua maschera fosforescente. Kenta che vede il suo beniamino colpito a ripetizione senza reagire sospetta qualcosa e con un accendino si avvicina a bordo ring e smaschera in tal modo l'imbroglio. Tiger Mask può così con le luci riaccese mettere KO entrambi gli avversari, uno dopo l'altro, dopo di che gli strappa le maschere e vede, proprio come aveva fin dall'inizio immaginato, due suoi ex compagni d'addestramento, Rocky e Rico. Seppur molto soddisfatto per aver sventato l'operazione inferno predisposta dal perfido Mister X, Naoto non può del tutto nascondere un moto di tristezza nell'aver veduto i suoi vecchi compagni trasformati in assassini. |                   |         |
| 14  | Il ricatto di Mister X 「秘密特訓「虎の穴」」 - Himitsu tokkun "Tora no Ana" – "Allenamento segreto nella "Tana delle Tigri"" | 1º gennaio 1970   |         |
| 14  | Tiger Mask riceve una lettera proveniente da Daigo Daimon, che è stato il suo miglior amico durante tutti gli anni passati alla Tana. Gli scrive consigliandogli di smettere di combattere ed andare invece a nascondersi all'estero: dalle sue parole trapela preoccupazione per la sorte e l'incolumità dell'amico. Dopo esser uscito dalla doccia Naoto scopre che la lettera, da lui lasciata sopra la scrivania, è scomparsa nel nulla. Mister X è stato intanto richiamato presso il quartier generale della Tana situata sulle Alpi per rendere conto del suo operato e relazionare i capi per quel che riguarda l'esecuzione capitale di Tigre: i tre massimi amministratori mascherati dell'organizzazione non sembrano però molto soddisfatti dei progressi fin qui avuti né tanto meno disposti a perdonare i suoi continui fallimenti e lo condannano a morte, ma questi mostrando loro la lettera che Daimon ha inviato a Naoto suggerisce d'inviare proprio l'amico di Tigre col compito d'assassinarlo: neanche Naoto è stato mai in grado difatti a suo tempo di battere l'amico. Daimon è diventato ora uno degli allenatori alla palestra della Tana e Mister X lo ricatta: se non riuscirà ad uccidere Naoto verrà a sua volta giustiziato come traditore. Daimon alla fine accetta di combattere contro Tigre ma inizia a ricordare il tempo in cui si allenavano sempre assieme e quando lo stesso Naoto gli salvò la vita - assumendosene la responsabilità e la colpa - quando, in un momento di sconforto, aveva deciso di scappare. Egli non può proprio dimenticare tutto quel che Naoto ha fatto per lui e stavolta, appena gliene viene offerta occasione, riesce a fuggire dalla base in mezzo alle montagne e far perdere le proprie tracce. Mister X torna in Giappone meditando un altro piano per eliminare Tiger Mask. |                   |         |
| 15  | Il televisore rotto 「傷だらけの勝利」 - Kizu darake no shōri – "Vittoria con innumerevoli ferite" | 8 gennaio 1970    |         |
| 15  | Kenta, durante una delle sue imitazioni dei combattimenti di Tiger Mask, urta il televisore e lo rompe. Purtroppo non ci sono abbastanza soldi per comprarne uno nuovo o anche solo per farlo aggiustare. Il ragazzino cade così in depressione profonda. Intanto Naoto viene pedinato, subisce un attentato automobilistico ed infine aggredito di notte da un killer. Ma, all'ultimo momento viene aiutato e salvato da un uomo con una gran cicatrice sulla guancia, Daimon. Tiger Mask, rimasto ferito abbastanza seriamente al braccio sinistro, si viene decisamente a trovare in condizioni non ottimali per combattere e durante l'ultimo match disputato l'avversario riesce quasi a strappargli dal viso la maschera. Kenta e gli altri, che stanno assistendo guardando dalla nuova televisione appena regalatagli da Naoto, fanno un tifo disperato. Ma alla fine Tiger Mask riesce a contrattaccare e, seppur menomato, fa saltare un paio di denti all'avversario. |                   |         |
| 16  | La prima sconfitta 「敗北の虎」 - Haiboku no tora – "Tigre sconfitta" | 15 gennaio 1970   |         |
| 16  | Rocky e Rico, accusati di non essere stati in grado di sconfiggere Tiger Mask, ricevono l'ordine da parte di Mister X di assassinare Naoto fuori dal ring: dopo il loro rifiuto Rocky viene fatto uccidere e Rico a malincuore deve sottostare al compito affidatogli. Purtroppo cade dal tetto di un palazzo durante il combattimento che nasce contro Naoto. Poco prima di un match che Tiger Mask ha in coppia con Inoki, nel sottopassaggio che porta al ring, Mister X lo affronta dandogli tutta la colpa per la morte di Rocky e Rico. Tiger Mask, mentalmente agitato a causa della notizia ricevuta, non trova più la concentrazione necessaria e perde il match finendo al tappeto. Kenta rimane fortemente colpito dalla sconfitta e, sconvolto, dev'essere incoraggiato e spronato da Ruriko per potersi tirar su di morale: ma anche Naoto, in visita alla casa, si trova ad ascoltare la loro conversazione e giura a sé stesso che avrebbe fatto di tutto e dato del suo meglio per riprendersi il prima possibile. |                   |         |
| 17  | Una tigre non fugge mai 「目ざめた虎」 - Mezameta tora – "Tigre risvegliata" | 22 gennaio 1970   |         |
| 17  | Naoto, sempre più preoccupato per il fatto che altri suoi ex compagni possano in futuro morire per causa sua, medita come una delle possibili soluzioni anche il suicidio. D'altra parte non può mollare proprio adesso per non infrangere le aspettative di Kenta e gli altri: non vuole deludere in questo modo i suoi ragazzi. Chappy nel frattempo, una delle bambine dell'orfanotrofio, viene investita per la strada, senza che il responsabile si fermi a prestar soccorso. Ricoverata in ospedale, dovrà trascorrervi un intero mese in riabilitazione. Ikuo Koide, figlio del proprietario d'un negozio di macchine fotografiche, dalla finestra della sua stanza ha scattato un'immagine che mostra il colpevole mentre si sta dando alla fuga. Si tratta di Kyotaro Sugawa, rampollo a sua volta del presidente d'una conosciuta società che elargisce prestiti ad usura, la stessa che ha dato al padre di Ikuo il denaro necessario per aprire il negozio. Pertanto l'uomo spaventato impone al figlio di tacere e non farne parola con nessuno. Kenta, che è riuscito a venir a saper la verità, si presenta da solo davanti all'usuraio per chiedere giustizia ma, mentre sta per esser cacciato di malo modo, ecco apparire Tiger Mask (che aveva seguito il ragazzo) ad esigere spiegazioni. A questo punto Kyotaro, roso dal rimorso, tenta il suicidio, ma viene fermato appena in tempo da Tiger Mask. Alla fine l'usuraio acconsente a che il figlio si vada a costituire al più presto alla polizia. Naoto, ripensando a ciò che lui stesso ha detto a Kyotaro, ovvero che solo un grandissimo vigliacco prova a fuggire dalle situazioni spiacevoli tramite il suicidio, giura a sé stesso di continuare a tutti i costi a vivere e combattere per non gettar al vento la morte stessa di Rico e Rocky. |                   |         |
| 18  | Il confronto 「宿命の対決」 - Shukumei no taiketsu – "Il confronto del destino" | 29 gennaio 1970   |         |
| 18  | Daimon, giunto di nascosto in Giappone, viene trovato da Mister X e costretto sotto minaccia di morte ad affrontare sul ring Tiger Mask. Durante il successivo match a cui partecipa l'uomo mascherato, il suo avversario non compare davanti a lui e pertanto viene data a tavolino la vittoria a Tiger Mask. Ma proprio in quel momento appare Mister X, il responsabile del forfait del wrestler, e sfida Tiger Mask a vedersela invece con un suo uomo. Appare un misterioso wrestler che indossa la maschera di Mister Fudo. Il combattimento si rivela presto esser durissimo ed impegna al massimo entrambi i contendenti, ma la vittoria arride alfine a Tiger Mask. Questi, dopo aver strappato la maschera all'avversario scopre che si tratta proprio del caro amico Daimon e ne rimane letteralmente sconvolto. Mentre Daimon se ne va, Mister X avverte Tiger Mask di continuare a far sempre molta attenzione, perché prima o poi riuscirà a giustiziarlo. |                   |         |
| 19  | Due ore prima del match 「試合開始2時間前」 - Shiai kaishi nijikan mae – "Due ore all'inizio dell'incontro" | 5 febbraio 1970   |         |
| 19  | In attesa di un importante match che si svolge a Kazamatsuri, fuori Tokyo, Naoto va a fare shopping per le vie della cittadina. Qui s'imbatte in un ragazzino che dice di essere inseguito da un rapitore e, dopo essersi fatto aiutare, fugge. In realtà il giovane si chiama Morio Mita ed è costretto a lavorare come straccivendolo per aiutare la madre malata dopo che il padre è venuto a mancare: l'uomo che lo stava inseguendo non era un rapitore, bensì un assistente sociale che voleva convincerlo a far sì ch'egli frequentasse la Yoko, ma il piccolo non aveva alcuna intenzione di lasciar sola la madre, che vive in Hinodechō. Mentre Naoto si trova in visita la donna ha però un improvviso sbocco di sangue e deve esser ricoverata d'urgenza in ospedale, rischiando così di non farlo giunger in tempo per il match. Il collega di Morio al negozio d'immondizia si offre di accompagnare Tiger Mask col suo camioncino, permettendogli così di arrivare all'ultimo momento utile. |                   |         |
| 20  | L'ombra di Tana delle Tigri 「「虎の穴」の影」 - "Tora no Ana" no kage – "L'ombra di "Tana delle Tigri"" | 12 febbraio 1970  |         |
| 20  | Mister X ingaggia tre killer professionisti col compito di eliminare Tiger Mask. Naoto subisce gli attentati mentre si trova al luna park in compagnia dei bambini. Intanto giunge all'orfanotrofio la notizia che è stata rintracciata la madre di Yoshio, ma si trattava di un errore ed il ragazzo, caduto in una profonda depressione, viene consolato da Kenta. Naoto, che è rimasto ferito abbastanza gravemente al braccio sinistro, s'appresta ad affrontare Black Jaguar. Questi, preavvertito da Mister X del punto debole di Tiger Mask, inizia a colpire costantemente contro il suo braccio sinistro. Tiger Mask riesce a resistere agli assalti, a contrattaccare ed infine a vincere. |                   |         |
| 21  | La vendetta di Fang il Rosso 「復讐の赤い牙」 - Fukushū no Akai Kiba – "La vendetta di Zanna Rossa" | 19 febbraio 1970  |         |
| 21  | Sbarca in Giappone un uomo vestito da marinaio, si chiama Mike Brisco ed è il fratello minore di Jack, un wrestler che a seguito di un match con Tiger Mask quando questi era ancora soprannominato Yellow Devil finì in sedia a rotelle: Mike si presenta a Giant Baba per sfidare Tiger Mask, ma questi rifiuta d'accettare il match preoccupato per l'amico. Mike è incredulo dalle parole che gli ha rivolto Giant Baba, cioè che Tiger Mask sia diventato un wrestler rispettoso delle regole. Mister X offre allora all'uomo la possibilità di vendicarsi del male che Tiger Mask ha fatto al fratello, gli consegna una maschera rossa istruendolo al contempo su come combattere al meglio l'avversario. Mike diviene così il wrestler mascherato chiamato Red Fang ed inizia a realizzare il suo piano per poter confrontarsi con Tiger Mask. Ma durante il tanto atteso match visto che, fino all'ultimo, quello che considerava un nemico non utilizza tecniche scorrette, Mike rimane sorpreso. Vinto dalla tecnica superiore di Tiger Mask si vergogna della sua volontà di rivalsa a tutti i costi, anche usando trucchi fallosi, e si riconcilia con l'antico Yellow Devil ora divenuto un ottimo e corretto combattente. Al porto Mike salpa, per tornar a casa in America, salutato da Tiger Mask con cui è ora unito da una nuova e solida amicizia. |                   |         |
| 22  | Una speranza per domani 「明日への挑戦」 - Ashita e no chōsen – "Sfida al domani" | 26 febbraio 1970  |         |
| 22  | Durante il match a Kaisei con due wrestler fallosi Tiger Mask è stato colpito col gong al petto rimanendo infortunato, dovrà pertanto saltare la sfida successiva. Per strada Naoto incontra Akira Hamasaka, un ragazzo che cerca di vendergli un biglietto falso del prossimo match di Tiger Mask. Lo segue e scopre che vive in una zona rurale fuori città in riva al mare: fino a poco tempo prima il villaggio aveva una fonte redditizia nella pesca, ma dopo che il mare non concede più pesche abbondanti il giovane s'è ritrovato a vivere da solo col nonno. Il vecchio preoccupato racconta a Naoto la sua storia, da quando hanno perduto la prosperità e sicurezza economica il ragazzo si è sempre più avvicinato a cattive amicizie cittadine. L'unico modo per distoglierlo sarebbe quello di ricondurlo all'originaria passione, ma non hanno alcuna possibilità di prendere una nave da pesca a noleggio. Di ritorno a casa del nonno, che è caduto ferendosi, Akira trova ad attenderlo una busta con all'interno una grossa somma di denaro. Un amico pescatore del villaggio dove vivono gli dice ch'è stato un uomo misterioso a fare l'offerta, appositamente come fondo per affittare la nave tanto desiderata dal ragazzo per poter effettuare la pesca d'altura: unica condizione posta è che la nave venga battezzata "La Speranza". Naoto di nascosto osserva i due che fissano il mare pieni di rinnovate aspettative per il futuro e desiderosi di partire. |                   |         |
| 23  | L'Uomo Tigre rischia la vita 「命を賭ける虎」 - Inochi o kakeru tora – "La tigre rischia la vita" | 5 marzo 1970      |         |
| 23  | Come è solito fare, durante uno dei suoi tour sportivi in un'altra città, Naoto va a visitare l'orfanotrofio con le braccia piene di pacchi dono per i bambini. Conosce una bambina cieca di nome Chizuru la quale, nonostante la grave infermità, sembra vivere allegra e serena: per far eseguire l'operazione chirurgica che gli potrebbe ridare la gioia di vedere occorre però molto denaro. Di ritorno dal suo tour in provincia Naoto dopo un lungo periodo d'assenza visita la casa degli orfani e, assieme ai bambini, si trova ad assistere ad un programma sportivo giornalistico: qui viene data la notizia che un gruppo di strani e impressionanti wrestler sono appena giunti in Giappone, li guida Mister X e sono The Lion Man, The Egypt Mummy, The Golden Mask, Mister No e The Dracula. Attraverso la televisione viene lanciata una sfida a Tiger Mask perché partecipi ad un torneo organizzato direttamente da Mister X. Il premio per la vittoria di questo campionato consiste nella doma spropositata di 100.000 dollari. Naoto comprende subito perfettamente che è tutta una trappola architettata da Tana delle Tigri per vederlo finalmente morto. Nonostante ciò accetta perché vuole provare ad aiutare la piccola Chizuru. |                   |         |
| 24  | I lottatori mascherati 「開幕!!覆面リーグ戦」 - Kaimaku!! Fukumen Rīgu sen – "Alzata del sipario!! La lotta della Lega delle Maschere" | 12 marzo 1970     |         |
| 24  | Tiger Mask deve provvisoriamente lasciare il campionato mondiale professionisti per poter partecipare al torneo dei wrestler mascherati indetto da Mister X, ma si trova ad avere a tal proposito uno scontro di vedute con Antonio Inoki e Giant Baba. Molti non conoscendo le sue reali motivazioni lo accusano di tradimento ed al suo ingresso nel ring viene accolto da una selva di fischi. Mister X in qualità di arbitro annunzia che ogni violazione del regolamento è ammesso. Primo avversario di Tiger Mask è Mister No, il quale ha il volto nascosto da una finta pelle scivolosa e sostituita da una palla di ferro. Tiger Mask si trova presto in seria difficoltà in quanto non se la sente di tradire la promessa fatta a Kenta tempo addietro di mantenere sempre a tutti i costi un atteggiamento rispettoso delle regole. Ma poco dopo viene consegnato al commentatore televisivo che segue il match e da questi immediatamente letto in cui il bambino giustifica l'eventuale comportamento falloso del suo idolo. Tiger Mask, udito ciò, passa in un attimo al contrattacco e con una violenza inaudita lo manda al tappeto in pochissimi minuti. Poi strappa il costume di Mister No e mostra a tutti che sopra la testa nascondeva una sfera di ferro. |                   |         |
| 25  | Maschera d'Oro 「黄金仮面との死闘」 - Ōgon Kamen to no shitō – "Battaglia mortale con Maschera d'Oro" | 19 marzo 1970     |         |
| 25  | Il secondo giorno a Tiger Mask tocca combattere contro The Dracula, i cui peli e capelli son composti da aghi ferrosi impregnati di anestetico, il quale riesce anche a morderlo come fosse un autentico vampiro. Ma alla fine la vittoria arride, seppur faticosamente, a Tiger Mask. Ancora intorpidito fisicamente, il match seguente è contro The Golden Mask: come dice il nome stesso ha una maschera risplendente dorata che riesce ad abbagliare chiunque la guardi. Ha inoltre una notevole apertura mandibolare da cui fuoriescono elle vere e proprie zanne metalliche. Tiger Mask trova la capacità di difendersi e reagire, riuscendo così a schiantar all'angolo l'avversario per poi scaraventarlo battuto fuori dal ring. Strappatagli la maschera dal volto ne esamina i dispositivi del raggio abbagliante e delle zanne inseriti al suo interno. Tuttavia a causa delle gravi ferite riportate non fa in tempo a risalire sul ring prima della fine del conteggio, vengono pertanto squalificati entrambi e il match finisce in parità. In quel preciso momento appare però The Lion Man che dà una dimostrazione pubblica della propria potenza e sfida Tiger Mask. |                   |         |
| 26  | Grande Zebra 「栄光の彼方に」 - Eikō no kanata ni – "Dall'altro lato della gloria" | 26 marzo 1970     |         |
| 26  | Uno sconosciuto wrestler mascherato che si fa chiamare The Great Zebra fa la sua comparsa durante la dimostrazione di The Lion Man. Affermando che questa è una buona occasione per far aumentar la propria fama chiede di poter partecipar in coppia con Tiger Mask contro The Lion Man e The Egypt Mummy. Tiger Mask non riesce a nascondere i propri dubbi nei confronti del nuovo arrivato, teme possa esser un'ulteriore trappola escogitata dal diabolico Mister X: pensa subito di avere davanti tre nemici. Mentre il combattimento procede però si rende conto sempre più che il comportamento di The Great Zebra è autenticamente volto ad aiutarlo. Ammirato dalla sua correttezza, Tiger Mask col suo fondamentale aiuto riesce a mandar al tappeto The Lion Man. Battuta anche The Egypt Mummy la coppia The Great Zebra-Tiger Mask vince il torneo e può così intascare direttamente dalle mani d'un livido Mister X la somma vinta. Al termine della premiazione The Great Zebra si dirige velocemente in direzione degli spogliatoi. Tiger Mask, che lo segue di corsa, entra con la fora nel suo camerino e indovina che dietro quegli occhi non può esserci altri che Giant Baba. Resosi conto che l'amico aveva disperatamente bisogno del premio in denaro messo in palio si è deciso d'aiutarlo celando a sua vera identità dietro la maschera di The Great Zebra. Tiger Mask, colpito profondamente dalla prova d'autentica amicizia dimostratagli da Giant Baba, gli promette di tornar a disputare i match ufficiali a partire dalla prossima sessione. |                   |         |
| 27  | Attento Uomo Tigre! 「虎よ目をひらけ」 - Tora yo me o hirake – "Tigre, apri gli occhi" | 2 aprile 1970     |         |
| 27  | Per Chizuru è stato deciso il trasferimento in un istituto speciale per ciechi. Tutti i bambini che fino ad allora sono stati suoi buoni amici all'orfanotrofio, ed in particolar modo Jiro, rimangono profondamente addolorati per quest'improvvisa separazione. La mattina della partenza della ragazzina però questa riceve una lettera anonima, all'interno della quale trova la somma necessaria per potere sottoporsi all'intervento chirurgico agli occhi che dovrebbe farla guarire dalla cecità. L'operazione si effettua immediatamente e sembra subito esser riuscita nel migliore dei modi. Nel frattempo Tiger Mask intraprende degli allenamenti volti a riabituarlo allo stile di combattimento ligi alle regole che durante il torneo dei wrestler mascherati aveva provvisoriamente abbandonato. In una tale situazione si trova a dover affrontare un potente wrestler denominato King Cobra. Tiger Mask vince ma inconsciamente viola le regole. Tornato nello spogliatoio Giant Baba gli va a porgere una rivista in cui viene descritto il difficilissimo intervento ma perfettamente riuscito sugli occhi di Chizuru. |                   |         |
| 28  | La Tana delle Tigri 「甦える「虎の穴」」 - Soeru "Tora no Ana" – "La "Tana delle Tigri" che risorge" | 9 aprile 1970     |         |
| 28  | Mister X, il cui piano di eliminare Tiger Mask durante il torneo dei wrestler mascherati, viene richiamato al quartier generale della Tana delle Tigri: uno dei capi lo informa che necessaria e quanto mai urgente un'ampia ristrutturazione e riassetto dell'intera organizzazione, pertanto d'ora in poi i wrestler verranno addestrati con metodi più moderni. A Mister X viene quindi dato come compito quello di girare in lungo e in largo per il mondo alla ricerca di giovani talenti più adatti a questo rinnovato sistema. L'obiettivo di uccidere Tiger Mask è così provvisoriamente accantonato, almeno fino a quando la risistemazione della struttura interna della Tana non sia stata completata. Mister X attraversa con profitto vari paesi d'Europa, America, Asia e Africa, assoldando lo statunitense Billy Heyse, il francese Pierre Lummaniere, l'inglese Michael Gordon, l'indiano Karitoba Swahim, il keniano Lologim Masaii e il thailandese Chakil Lumpafa. Trova infine un ragazzo giapponese di nome Kentaro Takaoka e riesce ad assoldarlo. Ma in quest'occasione Daimon, divenuto nel frattempo autista di taxi, lo riconosce ed intercettatolo si mette a pedinarlo. All'interno di un magazzino in disuso blocca Mister X cercando di strappargli notizie fresche riguardo alle intenzioni che la Tana ha nei riguardi di Naoto, ma non riesce a tirargli fuori altro che minacce. Deluso Daimon giura a sé stesso che avrebbe continuato con ogni mezzo a propria disposizione ad aiutare Tiger Mask per cancellare la Tana dalla faccia della Terra. Nel frattempo Naoto si allena disperatamente nel tentativo di mettere a punto una propria mossa segreta. |                   |         |
| 29  | La sfida 「挑戦者ストロング」 - Chōsensha Sutorongu – "Lo sfidante Strong" | 16 aprile 1970    |         |
| 29  | Un nuovo wrestler assassino viene inviato da Mister X ad affrontare Tiger Mask. Daimon, che lo vede casualmente durante la presentazione televisiva al suo arrivo in Giappone, lo riconosce subito come Strong Arm, il severo allenatore che lui e Naoto avevano avuto durante gli anni passati alla Tana. Durante un'intervista afferma di poter sconfiggere Tiger Mask e che se avesse preso pure lui parte al torneo dei wrestler mascherati lo avrebbe sconfitto. Infatti Arm è l'unico wrestler di Tana delle Tigri che può sconfiggere Naoto essendo stato il suo maestro conoscendo sia i suoi punti di forza che i suoi punti deboli, anche Tiger Mask comprende di non poterlo battere perché lui possiede una mossa speciale molto pericolosa, Tiger Mask prende atto che invece lui non ha una sua mossa speciale che lo contraddistingua. Daimon riesce ad incontrarlo e l'uomo, confermando i suoi sospetti, dichiara di non poter perdonare il tradimento e la sfida aperta di Tigre alla Tana, a differenza di Daimon che invece si tiene nell'ombra. Ma dopo esser venuto a conoscenza dei motivi reali che hanno costretto Naoto al tradimento, cioè il suo sostegno e aiuto costante a tutti gli orfani che incontrava nel suo cammino, promette di mantenere una condotta regolare durante il combattimento. Il match si svolge in maniera perfettamente regolare coi due avversari che mostrano al meglio tutte le loro tecniche, Arm stranamente non usa la sua mossa speciale con la quale avrebbe potuto battere il suo allievo, che finisce col vincere. Naoto va all'aeroporto chiedendo al suo mentore per quale motivo gli ha regalato la vittoria dato che poteva batterlo con la sua mossa speciale. Arm gli spiega che è stato Daimon la ragione per cui ha voluto perdere, tra l'altro anche lui è orfano e ha simpatizzato per Naoto quando ha saputo che investe il suo denaro per i bambini, e nonostante Naoto gli chiede di unirsi a lui nella lotta contro Tana delle Tigri, Arm rifiuta, sostenendo che in lui è radicata troppa aggressività. Mister X però non perdona e mette una bomba ad orologeria nel bagaglio di Strong Arm provocando in tal modo l'esplosione dell'aereo che lo stava riportando indietro. |                   |         |
| 30  | Un grande lottatore 「不滅の闘魂「力道山物語」」 - Fumetsu no tōkon "Rikidōzan monogatari" – "L'eterno spirito guerriero, "La storia di Rikidōzan"" | 23 aprile 1970    |         |
| 30  | Naoto va a fare visita dopo un lungo periodo d'assenza ai bambini dell'orfanotrofio e si sente subito come fosse tornato a casa. Kenta aveva appena avuto un feroce litigio con i bambini del quartiere a causa del fatto che Tiger Mask non avesse ancora ideato una sua personale mossa vincente e Naoto ammette in silenzio d'aver difficoltà in ciò, come avesse un qualche blocco interiore. Naoto comprende che tutto quello che conosce del wrestling è il risultato di ciò che ha imparato a Tana delle Tigri e che non ha un suo stile di combattimento che lo contraddistingue. Consigliato da Giant Baba va a casa di Arashi e l'anziano maestro comincia subito col narrargli la storia di un grande e famoso wrestler, Rikidōzan, che aveva avuto in passato gli stessi suoi problemi. Lui abbandonò il sumo in favore del wrestling, ma quando perse il suo primo match capì che doveva fare ancora molta strada, quindi andò alle Hawaii, dove si fece allenare dal grande Frank Gotch. Alla fine questi, dopo durissimi anni di sforzi senza tregua, riuscì a trovare il proprio personalissimo e riconoscibile stile di combattimento, mescolando assieme vecchie tecniche di varie arti marziali quali sumo, judo e karate e fu proprio lui ad istituire in patria la prima federazione nazionale di wrestling. Al termine del racconto Arashi porta Tiger Mask in giardino e lo sfida con la spada, durante la quale Naoto scopre finalmente quale dovrà essere la sua tecnica segreta e relativa mossa vincente. |                   |         |
| 31  | L'allenamento 「大雪山の猛特訓」 - Daisetsuzan no mōtokkun – "Duro allenamento a Daisetsuzan" | 30 aprile 1970    |         |
| 31  | I fratelli Apollon, membri della federazione sudamericana, giungono in visita in Giappone. Durante la conferenza stampa, i giornalisti rimangono colpiti dall'apparente differenza di carattere tra i due. Il maggiore dei fratelli afferma che anche il wrestling è una forma d'arte ed in quanto tale risulta esse fondamentale l'approccio mentale: lascia pertanto a combattere il fratello minore mentre lui parte in viaggio di piacere a Kyoto e Nara. Naoto in quel momento si trova nella regione montuosa dell'Hokkaidō per portare a termine lo speciale allenamento che ha intrapreso. In mezzo alla neve sta cercando di realizzare la propria mossa segreta. Il fratello Apollon intanto abbatte con la più estrema facilità uno dopo l'altro tutti i giovani avversari che gli vengono messi davanti ma ecco che, improvvisamente appare sul ring Tiger Mask. |                   |         |
| 32  | Mossa vincente 「必殺技誕生！」 - Hissatsuwaza tanjō! – "La nascita della tecnica micidiale!" | 7 maggio 1970     |         |
| 32  | Durante tutto il primo round Tiger Mask rimane in posizione di difesa a causa degli attacchi scorretti portati contro di lui uno di seguito all'altro dall'avversario. Ma è durante il secondo round che Tiger Mask mette in pratica per la prima volta la sua nuova mossa decisiva: si mette in spalla Apollon, sale sulle corde del ring ed infine si getta all'indietro scaraventando l'avversario al tappeto. Al termine del match, intervistato dalla televisione, racconta che quando si trovava in montagna è stato attaccato da un enorme orso bruno affamato ed egli si è difeso utilizzando proprio quell'attacco che gli hanno appena visto utilizzare. Appare infine il secondo dei fratelli Apollon, Star, che suo fratello minore definisce un wrestler dalla forza mostruosa, ben superiore rispetto a quella del fratello appena sconfitto da Tiger Mask. Star insulta Tiger Mask, poi scaraventa Giant Baba sul ring con la sola forza delle gambe, Tiger Mask lo attacca ma Star riesce a sopraffare anche lui dando sfoggio delle sue straordinarie capacità di wrestler, poi Star gli lancia una pubblica sfida. Una scintilla appare negli occhi dei due wrestler e una tensione palpabile s'impossessa di tutti i presenti. |                   |         |
| 33  | Il grande incontro 「世紀の対決」 - Seiki no taiketsu – "L'incontro del secolo" | 14 maggio 1970    |         |
| 33  | Tiger Mask si sta preparando con molto impegno e concentrazione al match con il fratello Apollon. Timoroso che la tecnica appena perfezionata possa non funzionare contro di lui, ma ciò che veramente teme e che se Star lo mettesse alle strette lui potrebbe tornare a fare uso dei suoi colpi proibiti tornando a essere il wrestler spietato di un tempo. Poi va in visita all'orfanotrofio. Ruriko sta cercando di dimostrare ai bambini di non fare eccessivo affidamento su Naoto per tutte le loro esigenze, ma invece di cercare di contribuire personalmente a quello che desiderano senza dipendere troppo da altri. Per questo lei stessa lava la biancheria a mano all'aperto invece di farsi comprare una lavatrice. Giunge il giorno della battaglia decisiva tra Tiger Mask e Star Apollon, il wrestler mascherato è deciso più che mai a combattere fino alla fine anche a costo della vita che una nuova fortissima risoluzione gli riempie il cuore: Star lo sprona a essere scorretto sostenendo che solo così riuscirebbe a tenergli testa, ma Tiger Mask non cede alle sue provocazioni e combatte osservando le regole. Durante i primi due round Star si dimostra enormemente più forte di Tiger Mask e riesce a sventare e rendere così inoffensivi tutti gli attacchi portatigli dal rivale, vincendo il primo round facilmente. Dopo un secondo match serratissimo il divario di forza tra i due porta Star ancora in vantaggio infatti Tiger Mask non riesce a usare la sua mossa finale dato che Star non divarica le gambe, Giant Baba consiglia all'amico di portare avanti un'offensiva laterale, così infatti riesce a sorprenderlo usando la sua mossa speciale ed infine ad ottener la vittoria quasi allo scadere del terzo round per knock-out. Durante le interviste successive entrambi lodano la bravura e tecnica dell'altro e si stringono la mano avendo entrambi capito che pure un match leale può arrivare ai vertici della tensione, Tiger Mask elogia la forza e l'umiltà di Star perché nonostante fosse lui il più forte accetta la sconfitta con sportività. |                   |         |
| 34  | Ragazzi nella Tana delle Tigri 「「虎の穴」の熱血児」 - "Tora no Ana" no nekketsu ji – "Il ragazzo dal sangue caldo della "Tana delle Tigri"" | 21 maggio 1970    |         |
| 34  | Tana delle Tigri si è appena riorganizzata in una struttura moderna e all'avanguardia, una scuola di formazione per wrestler formidabili. Anche Kentaro si trova in mezzo ad altri ragazzi, i quali vengono tutti manipolati ed educati all'odio più acceso contro Tiger Mask, il traditore e vigliacco. Sente però la mancanza di casa e rischia una nevrosi estrema, e il medico lo certifica da buttare fuori insieme a Chakil e l'italiano Lois Rodríguez. Intanto in patria Yoko, la sorella minore del ragazzo, va in visita da Tiger Mask raccontandogli della madre gravemente ammalata e chiedendogli aiuto. Quando Naoto va a trovare la donna questa gli fa conoscere la vicenda di Kentaro, avvicinato da Mister X e, dopo essere stato comprato con un'ingente somma di denaro, portato alla Tana: Yoko è andata alla ricerca di Tiger Mask perché il fratello scomparendo aveva detto di voler diventare forte come Tiger Mask. Poco dopo la donna muore e Mister X porta la notizia a Kentaro lasciandogli intendere che il responsabile non è altri che Tiger Mask. Il ragazzo, preso da un sordo rancore - del tutto infondato - contro il wrestler mascherato, giura a sé stesso che un giorno non lontano gli si sarebbe presentato davanti e l'avrebbe sconfitto. Rimasta sola la piccola Yoko viene mandata a vivere all'orfanotrofio per interessamento di Naoto, ricevendo una benevola accoglienza da parte di tutti i bambini. |                   |         |
| 35  | La strada del campione 「チャンピオンへの道―Ｇ・馬場の苦闘―」 - Chanpion e no michi - Jī Baba no kutō - – "La strada per diventare campione - L'agonia di G Baba -" | 28 maggio 1970    |         |
| 35  | Giant Baba chiede a Tiger Mask di partecipare al campionato asiatico che sta per incominciare in India, in qualità di rappresentante ufficiale della federazione giapponese ma questi, preoccupato che il suo passato di spregiatore delle regole possa esser ancora vivo all'estero, rifiuta la proposta. Nel tentativo di fargli cambiare idea allora Giant Baba gli racconta la propria storia di pro-wrestler. Aveva iniziato la sua carriera sportiva come lanciatore nella squadra nazionale professionistica di baseball ma, dopo essersi rotto il braccio sinistro in un grave incidente occorsogli anche il suo sogno sportivo sembrava essersi frantumato nel nulla. Dopo aver visto un match di wrestling in televisione divenne allievo di uno dei maestri in quella specialità, sottoponendosi ad una serie di durissimi allenamenti per far poco dopo il suo debutto nel puroresu. Per perfezionare le proprie abilità si trasferì negli Stati Uniti ma qui dovette subito confrontarsi con gli inevitabili pregiudizi che circolavano contro i pro-wrestler giapponesi poco propensi a rispettare le regole. Per togliere dalla mente del pubblico questa cattiva fama ha dovuto combattere duramente: durante un match l'avversario era riuscito a rendere inoffensivo il suo attacco preferito, il calcio gigante, così ché s'era potuto salvare solo violandole regole di gioco. Giant Baba conclude dicendo che tutta la sua esperienza gli proviene da quei duri anni di formazione giovanile all'estero, così carichi di umiliazioni e difficoltà: Tiger Mask si rende in tal modo conto che Giant Baba non avrebbe potuto diventare quello che è oggi senza quei duri combattimenti affrontati in passato. Ora non prova più un senso di vergogna per quello che era una volta e può così accettare l'offerta di partecipare al campionato asiatico. |                   |         |
| 36  | Campionati di lotta 「開幕 アジア王座決定戦」 - Kaimaku - Ajia ōza ketteisen – "Alzata del sipario - La sfida finale per il trono dell'Asia" | 4 giugno 1970     |         |
| 36  | La delegazione di puroresu capitanata da Tiger Mask giunge a New Delhi per partecipare alla fase finale dei campionati asiatici. Presto arriva a Giant Baba la notizia che un wrestler sconosciuto si sarebbe aggiunto presto: indossa un costume interamente bianco che gli copre anche il volto e con un grande punto di domanda disegnato sul petto. Dopo che questi appare come dal nulla sul ring per sfidare apertamente Tiger Mask, Giant Baba comincia ad essere sinceramente in ansia per l'amico e collega avendo già visto combattere questo wrestler in passato, a Washington, dove si era intromesso in una battle royale riuscendo a battere tutti i wrestler sul ring da solo con estrema facilità. Quando un wrestler della Corea del Sud, Kim-il, entra nella stanza di Tiger Mask nota la sua maschera appoggiata su un tavolo prova ad indossarla. In quel preciso istante ecco far irruzione Mister Question ed inizia ad attaccare con ferocia quello che crede essere Tiger Mask. Dopo questo fatto Naoto comprende ancor meglio che l'unico obiettivo del misterioso wrestler è proprio lui. Finalmente giunge il giorno dell'inaugurazione del campionato di wrestling. Ogni paese rappresentato sfila coi suoi giocatori uno dietro l'altro, Tiger Mask incrocia lo sguardo con Mister Question il quale sembra sogghignare dietro la maschera: Naoto è conscio della difficile prova che lo attende, vista la facilità con cui è riuscito a mandare all'ospedale l'amico wrestler coreano. |                   |         |
| 37  | L'uomo delle nevi 「獣人ヒマラヤの雪男」 - Jūjin Himaraya no yukiotoko – "Lo yeti uomo-bestia dell'Himalaya" | 11 giugno 1970    |         |
| 37  | Il primo match Tiger Mask lo combatte contro il rappresentante della federazione locale indiana, denominato Snow Singh, ossia l'uomo delle nevi proveniente dalla catena montuosa dell'Himalaya. Con la sua forza sovrumana questi mette presto in difficoltà il wrestler mascherato il quale, per resistere agli attacchi, deve metter in campo tutta la propria forza e coraggio. Assiste muto ed impassibile dal sottopassaggio che conduce al ring Mister Question. Ad un tratto a Snow Singh iniziano a crescere ad una velocità spaventosa i capelli e tutti i peli del corpo, come un vero e proprio uomo delle nevi: infuriato attacca Tiger Mask, che però riesce a conseguire la vittoria utilizzando la propria mossa vincente. Mister Question a questo punto appare, appena concluso il match, afferra saldamente la bandiera dell'India ed inizia a sventolarla: rivela che Snow Singh è stato uno dei suoi migliori allievi ed è lui stesso in realtà l'autentico rappresentante della nazione indiana. Dichiara infine che sicuramente riuscirà ad annullare il colpo finale di Tiger Mask, la sua mossa vincente da poco perfezionata e che gli ha appena permesso di vincere. |                   |         |
| 38  | I campionati 「王座をめざす虎」 - Ōza o mezasu tora – "La tigre che punta al trono" | 18 giugno 1970    |         |
| 38  | I match dei campionati di wrestling si svolgono uno dopo l'altro senza intoppi e tutto procede secondo il programma: il secondo giorno Kintaro Ohki sconfigge Carmen Z; il terzo Wang Tar-per, King Animal e Mister Question sconfiggono rispettivamente Iron Job, Howan Kid e Usman Sonden; il quarto Mister Question sconfigge Kintaro Ohki. Nel frattempo, Daimon incontra casualmente il giovane Kenta accompagnato da Ruriko in una tavola calda ove viene servito cibo semplice a basso prezzo e si mette a raccontare ricordi ed esperienze della propria infanzia: si trovava ad Hiroshima subito dopo la caduta della bomba atomica, non vi era nulla da mangiare e lui viveva da solo per strada, ché non aveva una casa in cui poter ripararsi. Ha dovuto imparare anche troppo presto a combattere con le unghie e con i denti per continuare a sopravvivere: purtroppo ci sono ancor oggi bambini costretti a subire i danni di una qualche guerra in giro per il mondo. Daimon stimava dal più profondo dell'anima Naoto che continuava a combattere per tutti questi bambini orfani, abbandonati e lasciati soli a sé stessi. Decide almeno di mandare un telegramma d'incoraggiamento a Naoto a New Delhi, sperando con tutto il cuore che l'amico possa tornare in patria trionfante. |                   |         |
| 39  | La vittoria 「涙の栄冠」 - Namida no eikan – "La lacrimosa corona della vittoria" | 25 giugno 1970    |         |
| 39  | Tiger Mask e Mister Question si trovano finalmente l'uno di fronte all'altro. Durante uno dei suoi innumerevoli attacchi Tiger Mask si trova completamente spiazzato, Mister Question rende difatti del tutto inutile la sua mossa finale attaccandosi con le mani alle corde del ring. Kim consiglia a Tiger Mask di utilizzare la propria mossa di testa, la stessa che gli ha permesso di scampare, seppur malconcio, all'aggressione di Mister Question in albergo. Nonostante sia scettico all'idea che un wrestler come Mister Question possa essere battuto con una strategia così banale, decide di provarci quindi finge di volerlo colpire con una testata, l'avversario abbassa così la guardia e Tiger Mask lo sconfigge con una serie di prese vincenti. Il match si conclude con la meritata nonché sudata vittoria di Tiger Mask: quando Mister Question si toglie la maschera tutti lo riconoscono come il più forte wrestler della storia del wrestling, Great Zuma. Questi, non potendo più accettare oltre la decadenza dello spirito ideale negli appartenenti a questo sport aveva deciso, nonostante avesse ormai novant'anni, di rientrare sul ring e dar una lezione ai giovani wrestler. Rialzatosi, tuttavia, non può far a meno di ammettere la bravura ed onestà di Tiger Mask e non considera affatto indegno l'esser stato sconfitto d lui. Great Zuma ignorava che quello che aveva aggredito in albergo fosse Kim con la maschera da tigre ed è per questo che Kim aveva consigliato a Tiger Mask di fingere un colpo di testa sapendo che Great Zuma credeva erroneamente che Kim e Tiger Mask fossero la stessa persona. L'anziano uomo lascia il ring, rimanendo per sempre un esempio che tutti seguiranno. In seguito Tiger Mask riesce a superare anche l'ultimo avversario, King Animal, il rappresentante di Singapore, che gli frappone e conquista così il trofeo di campione d'Asia. |                   |         |
| 40  | Tigre immortale 「凱旋 不死身の虎」 - Gaisen - Fujimi no tora – "Ritorno trionfale - L'immortale tigre" | 2 luglio 1970     |         |
| 40  | Nonostante abbia trionfato ai campionati asiatici Tiger Mask ritorna in patria depresso e demoralizzato in quanto quella che credeva essere la propria invincibile mossa vincente è stata così velocemente resa inoffensiva. Arashi fa celebrare la vittoria di Tiger Mask all'interno d'un grande albergo e vengono invitati anche i bambini dell'orfanotrofio. Daimon travestito da cameriere può finalmente incontrare l'amico e congratularsi con lui: felici, i due si danno reciprocamente forza e coraggio. Ma durante il suo primo match dopo il ritorno in Giappone, le ripetute scorrettezze dell'avversario riescono a far infuriare Tiger Mask che risponde anch'egli infrangendo le regole di gioco. Dopo il combattimento, rintanatosi negli spogliatoi, Naoto è molto preoccupato dal fatto d'esser stato così facilmente accecato dall'ira. Si è comportato esattamente come quando aveva il nomignolo di Yellow Devil. Giant Baba, suo partner nel match, ha rifiutato d'esser aiutato quando ha visto come si stava comportando, dimostrandogli così che il vero campione può resistere, affrontare e superare anche le più gravi difficoltà quando mantiene l'onestà interiore: Naoto si rende conto d'esser stato travolto dalle emozioni per aver perduto la propria mossa vincente, tanto faticosamente messa a punto, e non sapendo ancora come sostituirla. |                   |         |
| 41  | Maschera di morte 「赤き死の仮面」 - Akaki shi no kamen – "La maschera rossa della morte" | 9 luglio 1970     |         |
| 41  | Mentre Tiger Mask combatte con Branchy, riuscendo a vincere facilmente il primo round, purtroppo però Branchy neutralizza la sua mossa finale che ormai tutti sanno come arginare, e vince il secondo round. Brancky poi si porta in vantaggio sul wrestler mascherato, e proprio quando era su punto di vincere sul ring si spengono le luci e appare un wrestler misterioso accompagnato da Mister X. Il suo nome è The Red Death Mask, un avversario temibile e allo stesso tempo spietato. Attacca Brancky riducendolo in fin di vita, con la sola forza della mano spezza le corde del ring, altri due wrestler lo attaccano ma lui con la sua forza mostruosa li sconfigge, poi viene colpito da Tiger Mask che gli impedisce di uccidere i due wrestler. The Red Death Mask sfida Tiger Mask. Giant Baba spiega che The Red Death Mask è quasi una figura leggendaria, è talmente violento e spietato che nessuno lo vuole sfidare ragion per cui attacca i wrestler invadendo il ring di sorpresa, viaggiando di continente in continente. Daimon spiega a Naoto che senza una mossa speciale efficace non potrà mai battere lealmente il nuovo sicario di Tana delle Tigri e che dunque dovrà usare le sue terribili scorrettezze se vorrà sconfiggerlo, l'unica alternativa sarebbe usare una seconda mossa vincente ma sarebbe impossibile svilupparne una in così breve tempo. |                   |         |
| 42  | Lo spirito di un guerriero 「明日なき虎」 - Ashita naki tora – "Nessun domani per la tigre" | 16 luglio 1970    |         |
| 42  | Il piccolo Kenta sogna che il suo idolo Tiger Mask viene sconfitto. Lui stesso gli chiede di togliergli la maschera e gli appare un morto, si sveglia all'improvviso e corre da Ruriko. nel frattempo Naoto si confronta con sé stesso con la paura di dover affrontare un death match nel quale potrebbe perdere la vita. A questo scopo va da Arashi per avere dei consigli, vi trova Daimon che da tempo vive e lavora dal maestro. Arashi parlando con Tiger Mask comprende il motivo della sua visita la sua preparazione mentale alla sfida con The Red Death Mask e rievoca una legge di vita dei samurai che cercavano la morte per vincere la paura di essa, non la evitavano. Daimon prova a fargli capire che senza una mossa vincente è impensabile che possa sconfiggere The Red Death Mask lealmente e che quindi dovrà usare le mosse proibite apprese a Tana delle Tigri. Naoto passa una giornata al mare con Ruriko e i bambini, la ragazza gli confessa di aver sempre saputo il suo segreto ovvero che lui e Tiger Mask sono la stessa persona, pregandolo di non affrontare The Red Death Mask, ma da questo match Tiger Mask comprende che deve avere fiducia nelle sue capacità di wrestler e mette alla prova sé stesso nel match di allenamento che disputa con Inoki, dove quest'ultimo dimostra la sua superiorità sul wrestler mascherato che diversamente da lui può contare su una mossa speciale, infatti l'unica arma su cui può fare affidamento Tiger Mask è la sua forza di volontà. |                   |         |
| 43  | Un lottatore malvagio 「地上最強の悪役」 - Chijō saikyō no akuyaku – "Il più forte cattivo del mondo" | 23 luglio 1970    |         |
| 43  | Il match con The Red Death Mask arriva. Egli si presenta sul ring del Kuramae Kokugikan con una bara, destinata nelle sue intenzioni a Tiger Mask, prima ancora che il gong suoni The Red Death Mask avvolge l'avversario con il suo mantello e lo picchia. Tiger Mask riesce a reagire mettendo in difficoltà The Red Death Mask che però si porta in vantaggio con i suoi colpi proibiti, facendo arrabbiare Tiger Mask che usando delle scorrettezze gli spezza la gamba, poi lo colpisce con violenza con dei calci, persino Mister X rimane colpito dalla velocità dei calci di Tiger Mask. Nonostante sembrasse avere la vittoria in pugno, The Red Death Mask diventa più violento e aggressivo di prima, la gamba spezzata non sembra essergli d'ostacolo, cercando di uccidere Tiger Mask colpendolo in pieno petto con due assi di legno acuminati, ma Tiger Mask lo colpisce alle gambe con un calcio facendolo cadere e poi lo picchia ripetutamente, e nonostante abbia già la vittoria in pugno decide di infierire sull'avversario infilzandolo alla schiena con i due assi di legno con cui The Red Death Mask lo voleva uccidere. Tiger Mask decide di non togliergli la maschera, Mister X è allibito non potendo credere che Tiger Mask abbia vinto, tra l'altro il traditore di Tana delle Tigri fa tenere presente a Mister X che i suoi superiori non gli perdoneranno questo ennesimo fallimento. Comunque Tiger Mask non prova orgoglio per questa vittoria avendo dimostrato di essere persino più violento e sadico del suo nemico, proprio come farebbe un wrestler di Tana delle Tigri, Kenta è deluso dal comportamento del suo eroe ma Ruriko gli spiega che lui a dispetto di tutto è una brava persona e che non è giusto giudicarlo per un caso isolato visto che era in pericolo di vita. Naoto decide di andarsene per riflettere su molte cose, nella speranza di poter diventare un wrestler migliore, ma soprattutto un uomo migliore. |                   |         |
| 44  | Il rimorso 「カミカゼの挑戦」 - Kamikaze no chōsen – "La sfida di Kamikaze" | 30 luglio 1970    |         |
| 44  | Provando fin troppa vergogna per il modo disonorevole in cui ha sconfitto The Red Death Mask, Naoto lascia il Giappone viaggiando per il mondo, con la promessa che tornerà solo quando avrà sviluppato una seconda mossa vincente. Torna quindi in America dove la sua carriera di wrestler è iniziata, a Los Angeles, e lì a modo di rivedere i suoi amici, i fratelli Brisco, Mike e Jack, avendo appianato con quest'ultimo le sue divergenze dopo quel terribile tag match, tra l'altro le sue condizioni sono migliorate e non è più costretto a stare sulla sedia a rotelle. I fratelli Brisco gli fanno tenere presente che nonostante abbia sconfitto slealmente The Red Death Mask ha fatto un favore ai wrestler di tutto il mondo che non dovranno più avere paura di lui visto che terrorizzava i ring. Jack lo informa che a Los Angeles c'è un altro wrestler giapponese oltre a lui che ha fama di essere persino più forte di The Red Death Mask, il suo nome è Mister Kamikaze. Quest'ultimo dà sfoggio della sua forza in un match e a sconfiggere con estrema facilità Baron Scicluna, usando una combinazione di tecniche di judo e karate. Tiger Mask affronta il suo amico Mike in un grande match, dove entrambi usano le loro mosse migliori combattendo a parità di livello, che finisce in pareggio con lo scadere del tempo. Poi arriva Mister Kamikaze che schernisce Tiger Mask affermando che è un debole, quindi gli lancia la sfida che lui accetta, salvo poi cambiare idea quando Jack gli suggerisce di lasciar perdere, facendogli capire che Mister Kamikaze è troppo forte e che non può sconfiggerlo senza una mossa speciale. Quando l'avversario lo metterà alle strette, userà nuovamente i suoi colpi proibiti, venendo a meno al suo giuramento di essere un wrestler leale. Tiger Mask capisce che ha ragione. Quindi rimanda la sfida, promettendo che affronterà Mister Kamikaze solo quando avrà sviluppato una seconda mossa speciale. |                   |         |
| 45  | La nuova maschera 「望郷の少年」 - Bōkyō no shōnen – "Il ragazzo nostalgico" | 6 agosto 1970     |         |
| 45  | Tiger Mask viaggia per l'Europa, dove si stabilisce per un po' ad Amburgo, lì disputerà un match contro Map Man, considerato il wrestler più forte della Germania. Tiger Mask fa amicizia con un ragazzino giapponese, Tsuyoshi, vive con il suo tutore legale, Fritz, che era amico dei suoi defunti genitori, infatti dopo la loro dipartita è venuto a vivere ad Amburgo, ma vorrebbe tanto fare un viaggio nella sua madre patria. Tiger Mask affronta Map Man, il quale, non essendo nemmeno lontanamente forte quanto lo sfidante, viene battuto in brevissimo tempo. Tiger Mask, dopo essersi fatto fare una nuova maschera da un conciatore di pelli (dato che quella che aveva prima era troppo consumata) regala la sua vecchia maschera a Tsuyoshi, e dà a lui e Fritz il denaro per fare un viaggio in Giappone così Tsuyoshi potrà finalmente vedere il suo paese d'origine |                   |         |
| 46  | Il piccolo lottatore 「秘密指令「虎の穴」」 - Himitsu shirei "Tora no Ana" – "Gli ordini segreti di "Tana delle Tigri"" | 13 agosto 1970    |         |
| 46  | Noato fa tappa a Monaco dove si gode un po' di riposo nonostante sia perseguitato dal ricordo degli ultimi match disputati, poi riceve in albero la visita di Pierre, un ragazzino che è a conoscenza del fatto che lui è Tiger Mask, dato che la sua identità gli è stata rivelata da Tana delle Tigri, essendo lui un allievo del nuovo ordinamento. Naoto lo porta al museo oceanografico di Monaco dove Pierre gli spiega che vuole il suo aiuto per ritrovare suo padre Lummaniere. Il ragazzo si è fatto comprare da Tana delle Tigri per aiutare suo padre economicamente, dopo la morte della moglie ha iniziato a bere e ha perso tutto il suo denaro nel gioco d'azzardo, prima viveva a Parigi ma ora si è trasferito a Monaco. Tana delle Tigri gli ha concesso un permesso per venire lì a cercarlo e nonostante lo abbiano educato a considerare Tiger Mask un nemico lui lo stima molto. Naoto decide di aiutarlo ma a patto che Pierre abbandoni Tana delle Tigri, poi sorprende una spia di Tana delle Tigri mentre li osservava, è lui a rivelare a Naoto che Pierre soffre di gravi problemi cardiaci dovuti alla sua polmonite mal curata, oltre che ai terribili allenamenti di Tana delle Tigri che hanno peggiorato le sue condizioni, infatti necessita di un intervento costoso. Tiger Mask decide di affrontare Mogyu Samson, un sicario di Tana delle Tigri, in un match organizzato da Garcia, un uomo molto ricco che mette in palio diecimila dollari. Il match si tiene su un ring posto sulla lussuosa nave di Garcia. Mogyu Samson dà del filo da torcere a Tiger Mask che nonostante tutto lo sconfigge in breve tempo buttandolo giù dal ring in acqua. Pierre va a trovare Naoto in albergo dove ad attenderlo c'è suo padre, infatti Naoto è riuscito a trovarlo. Padre e figlio si abbracciano, Naoto è andato già via ma ha lasciato a Lummaniere il denaro vinto dal match per operare Pierre, infine Naoto lascia Monaco diretto a Marsiglia. |                   |         |
| 47  | Re Giungla 「舌戦のリング」 - Zessen no ringu – "Guerra a parole sul ring" | 20 agosto 1970    |         |
| 47  | Tiger Mask va a Parigi dove disputerà un match contro Jungle Cobra, viene poi convocato da Maurice Dolchan, un wrestler che ha già avuto modo di affrontare Jungle Cobra, cercando di mettere in guardia Tiger Mask raccontandogli la sua esperienza: inizialmente Maurice si era portato in vantaggio ma stranamente quando Jungle Cobra gli impose di non opporre più resistenza lui non riuscì più a reagire e Jungle Cobra gli spezzò la gamba. Ora Maurice non potrà più camminare, per farlo gli servirebbe un'operazione costosa che non può permettersi e non può nemmeno provvedere economicamente alla sua famiglia. Tiger Mask affronta Jungle Cobra, quest'ultimo piega il wrestler giapponese alla sua volontà come fece con Maurice e lo sconfigge al primo round senza che lui reagisse. Tiger Mask, dimostrandosi enormemente più forte dell'avversario, lo sconfigge facilmente vincendo il secondo round. Jungle Cobra inizia a commettere delle scorrettezze ma niente ferma Tiger Mask che ha scoperto il suo segreto: lui usa l'ipnosi per rendere i suoi avversari innoffensivi, ma la sua arte ipnotica dura solo pochi minuti e poi non ha più effetto. Jungle Cobra cerca di convincerlo a lasciarlo vincere e in cambio gli insegnerà l'arte dell'ipnosi, ma il wrestler giapponese non scende a patti con lui invitandolo a combattere correttamente. Jungle Cobra inizia a combattere lealmente mettendo in difficoltà l'avversario, ma poi per una reazione istintiva Tiger Mask adopera una mossa che non aveva mai usato prima e lo sconfigge. Naoto lascia la Francia dando a Maurice il denaro con cui operarsi alla gamba. |                   |         |
| 48  | Tigre contro Kamikaze 「カミカゼとの対決」 - Kamikaze to no taiketsu – "La sfida con Kamikaze" | 27 agosto 1970    |         |
| 48  | Tiger Mask torna a Los Angeles dove Mike lo aiuta a fare pratica con una variante della mossa con la quale aveva battuto Jungle Cobra, infatti Tiger Mask è convinto di aver finalmente perfezionato quella che sarà la sua seconda mossa vincente, specialmente ora che ne avrà bisogno più che mai visto che dovrà disputare l'atteso match contro Mister Kamikaze, tra l'altro Jack lo informa che dovrà affrontarlo in un death match. I due wrestler giapponesi si affrontano e Mister Kamikaze si porta subito in vantaggio ferendo gravemente Tiger Mask dominando il match, mettendolo in difficoltà con la sua terribile forza e le sue micidiali tecniche. Tiger Mask a stento riesce a difendersi ma proprio quando Mister Kamikaze sembrava avere la vittoria in pugno, viene sorpreso della nuova mossa speciale di Tiger Mask che lui finalmente ha perfezionato, riuscendo a sconfiggere il suo rivale. Tiger Mask lascia Los Angeles, salutando Mike e Mister Kamikaze, quest'ultimo elogia la sua forza e anche la correttezza con cui ha condotto la sfida affermando che probabilmente lo avrebbe battuto anche senza la sua mossa speciale. Mister Kamikaze promette al wrestler mascherato che la prossima volta che si incontreranno sarà in Giappone. |                   |         |
| 49  | Il ritorno dell'Uomo Tigre 「甦った猛虎」 - Yomikatta mōko – "La tigre feroce risorta" | 3 settembre 1970  |         |
| 49  | Tiger Mask, dopo aver battuto il wrestler Willie Mascard, torna in Giappone, tutti leggono della notizia sui giornali, Kenta è felicissimo del ritorno di Tiger Mask, che viene felicemente accolto dai suoi colleghi della Japan Pro-Wrestling Association ora che dovranno affrontare la nuova edizione del campionato mondiale di wrestling, a cui Giant Baba però non prenderà parte dato che dovrà disputare dei match in America. Tiger Mask affronta un tag match insieme a Seiji Sakaguchi contro Mickey e McKee. I due wrestler giapponesi vengono messi in difficoltà dato che i loro avversari sono molto scorretti ma Sakaguchi sconfigge Mickey al primo round mentre Tiger Mask sconfigge al secondo McKee mostrando a tutti la sua seconda mossa vincente. |                   |         |
| 50  | Ricordo di Hiroshima 「此の子等へも愛を」 - Kono kora e mo ai o – "Ama questi bambini" | 10 settembre 1970 |         |
| 50  | Tiger Mask e i suoi colleghi della Japan Pro-Wrestling Association fanno tappa a Hiroshima e Naoto deve constatare quanto sia ancora difficile per la comunità rialzarsi dopo la tragedia della bomba atomica. Inoki mostra ai suoi colleghi una perfetta riproduzione in miniatura della Cupola di Hiroshima, acquistata in un negozio lì vicino. Naoto, affascinato va a comprarne una ma sono tutte esaurite quindi va dall'uomo che le costruisce artigianalmente, ma non può dargliene nemmeno una perché tutti gli ordini sono già stati prenotati. Naoto fa amicizia con i figli dell'uomo, purtroppo non trascorrono molto tempo con i genitori che passano tutto il loro tempo a costruire modelli per guadagnarsi da vivere. Naoto li invita a mangiare in un ristorante, ma loro non vogliono la sua pietà, quindi Naoto gli fa credere che esista un ristorante dove potranno mangiare tutto quello che vogliono a soli 100 yen, il massimo che possano permettersi, quindi loro accettano volentieri, ignorando che in realtà stava mentendo, infatti è Naoto a pagare il conto. Tiger Mask e Inoki affrontano un tag match molto combattuto ma il tag team giapponese riesce a vincere. Naoto si rende conto che i bambini potrebbero tornare al ristorante dato che credono ancora che il conto sia solo di 100 yen, infatti tornano lì e portano anche i loro amici, quindi Naoto, a loro insaputa, paga il conto al loro posto. Naoto torna dal costruttore di modellini, nella speranza di comprare una Cupola di Hiroshima, ma ancora una volta tutti i suoi modelli sono già prenotati. Naoto si offre di comprarne uno a 3500 yen, lo stesso prezzo a cui vengono venduti al negozio, mentre al loro grossista li vendono per non più di 100 yen. Lui rifiuta l'offerta, spiegando a Naoto che, anche se il loro grossista compra i suoi modelli per una miseria, ha delle entrate sicure visto che ne acquista ogni giorno, ma se il suo grossista scoprisse che ha mancato un ordine per venderlo a un privato potrebbe non acquistarne più. Naoto va dal commerciante, chiedendogli di spedire al suo indirizzo il prossimo modello disponibile che lui ha già acquistato, poi Tiger Mask va alla stazione ferroviaria e vede che Inoki ha preso un altro treno. Infatti si ritira dal mondiale di wrestling per andare in America e aiutare Giant Baba in un tag match, lasciando tutto nelle mani di Tiger Mask. |                   |         |
| 51  | Difendiamo il titolo 「若鷹と猛虎」 - Wakataka to mōko – "Giovane falco e tigre feroce" | 17 settembre 1970 |         |
| 51  | Bill, con le sue scorrettezze, sconfigge Seiji Sakaguchi in semifinale a Takamatsu, mentre Kenta, dopo aver fatto un incubo su Tiger Mask, scappa via da Tokyo raggiungendo Okayama, dove finisce in commissariato, infatti Tiger Mask viene convocato lì dato che Kenta era disposto a parlare solo con lui. Il wrestler mascherato lo aiuta a tranquillizzarsi, poi vengono raggiunti da Ruriko la quale era molto in ansia per il bambino. Ruriko e Kenta assistino alla semifinale tra Tiger Mask e Mohikan Kid, quest'ultimo mette in difficoltà il suo avversario avvalendosi di ogni tipo di scorrettezza, ma Tiger Mask con la sua mossa speciale lo sconfigge, quindi ora potrà contendersi la finale del mondiale di wrestling contro Bill. Quando si ritira nello spogliatoio trova Mister X ad attenderlo per ricordargli che Tana delle Tigri ha tutta l'intenzione di ucciderlo, affermando che non vincerà la finale del mondiale, ma lui non si lascia intimidire, mentre Kenta e Ruriko tornano a Tokyo in treno. |                   |         |
| 52  | Il campionato mondiale 「優勝!!Ｗリーグ戦」 - Yūshō!! W Rīgu sen – "Campionato!! Lotta della W League" | 24 settembre 1970 |         |
| 52  | Arriva il giorno del match di finale per il titolo di campione, Tiger Mask è pronto e concentrato, ma Mister X trama un nuovo complotto contro di lui. Infatti ha convocato un wrestler di Tana delle Tigri Shark II. Egli infatti ha le stesse doti fisiche e tecniche dell'allenatore di Tiger Mask e non vede l'ora di sconfiggere il traditore sul ring. Così si sostituisce a Bill. Il match procede con fasi alterne, ma alla fine il tranello viene svelato, Tiger Mask batte il suo avversario con il colpo Ultra Tiger Breaker e diventa così il nuovo campione mondiale. |                   |         |
| 53  | I Fratelli Miracolo 「ザ・ミラクルズの謎」 - Za Mirakuruzu no nazo – "Il mistero dei The Miracles" | 1º ottobre 1970   |         |
| 53  | Tiger Mask e Seiji Sakaguchi tornano a Tokyo accolti da Giant Baba e Inoki dopo la fine del mondiale di wrestling vinto dal wrestler mascherato, ma ora dovrà difendere il titolo infatti inizierà la nuova edizione del mondiale di wrestling e Tiger Mask è consapevole che i wrestler stranieri si accaniranno contro di lui. Kentaro, assoldato da Tana delle Tigri per dare alla madre e alla sorella un futuro migliore dopo la morte del padre, si allena allo scopo di uccidere Tiger Mask essendo ancora convinto che sia stato lui a causare la morte della madre dato che Mister X gli ha mentito affermando che Naoto aveva compromesso le sue condizioni di salute riferendole maldicenze sul figlio, mentre sua sorella ora vive sotto la custodia di Ruriko alla Chibikko House. Il suo migliore amico Koroku prova a convincerlo a desistere dato che Tiger Mask è un wrestler più esperto di lui, tra l'altro osservano le riprese dello scontro tra Shark II e Tiger Mask dal quale si evince che quest'ultimo è un combattente eccezionale. I tre amministratori di Tana delle Tigri, apprezzando l'entusiasmo di Kentaro, gli offrono la possibilità di combattere contro Tiger Mask ma a patto che superi l'esame di graduazione sconfiggendo a mani nude una tigre dentro la gabbia. Il giovane giapponese si trova in difficoltà quindi uccide la bestia con il coltello nascosto nella parte inferiore della scarpa sinistra, questo gli fa capire che non è ancora al livello di Naoto. Mentre Tiger Mask è in limousine con i suoi colleghi viene aggredito da due wrestler, The Miracles, i quali danno prova di avere delle insolite capacità, anche se poi vanno via prima che la situazione peggiori. Inoki e Giant Baba rivelano a Tiger Mask che The Miracles in principio erano nati come gemelli siamesi, uniti alle ossa del braccio vennero separati grazie a un'operazione chirurgica, che venne definita un miracolo della medicina moderna, ma dato che le braccia si indebolirono vennero rafforzate con delle protesi di platino. Giant Baba fa capire a Tiger Mask che probabilmente The Miracles volevano provocarlo per studiare i suoi schemi comportamentali, ma quello che ignorano e che i due fratelli sono spie di Tana delle Tigri, e la loro presenza mette a disagio Mister X che non era stato informato dal quartier generale del loro arrivo in Giappone. |                   |         |
| 54  | Benvenuta Micro 「新しい仲間」 - Atarashii nakama – "Un nuovo amico" | 8 ottobre 1970    |         |
| 54  | All'orfanotrofio Chibikko House arriva una bambina, Mitsu Takada, molto timida e introversa, è venuta a vivere lì dopo la morte della madre. Per lei è difficile inserirsi in questo nuovo ambiente, essendo poco autosufficiente, non lega molto con i suoi coetanei, non ama andare a scuola, infatti passa tutto il suo tempo con Ruriko, inoltre non ama assisistere ai match di Tiger Mask. Ruriko chiede consiglio a Naoto il quale le suggerisce di indagare sullo stile di vita che la bambina conduceva con la madre. Ruriko scopre che la defunta madre di Mitsu era un'instancabile lavoratrice, una brava sarta, viziava la figlia ed era molto protettiva con lei, passando molto tempo con la piccola che quindi non frequentava bamabini della sua età. Mitsu inizia finalmente ad andare d'accordo con gli altri bamabini dell'orfanotrofio, inoltre assiste a un match di Tiger Mask in televisione, dove il wrestler mascherato vince. Mentre Tiger Mask è a Suzuka con i suoi colleghi riceve un telegramma da Ruriko che lo informa che Mitsu finalmente ha iniziato ad andare alla scuola elementare Higashi Ōizumi. |                   |         |
| 55  | Città inquinate 「煤煙の中の太陽」 - Baien no naka no taiyō – "Il sole nel fumo" | 15 ottobre 1970   |         |
| 55  | Tiger Mask è in tour a Yokkaichi per il mondiale di wrestling con i suoi colleghi della Japan Pro-Wrestling Association, Seiji Sakaguchi affronta Mister Zero sconfiggendolo, subito dopo Tiger Mask combatte contro Big Amazon, il quale mette in difficoltà il wrestler mascherato con le sue scorrettezze, nonostante ciò Tiger Mask lo sconfigge con la sua mossa speciale. Gian Baba informa Tiger Mask che la Japan Pro-Wrestling Association lo aiuterà a costruire con una donazione in denaro un nuovo orfanotrofio per i bambini del luogo, in cima alla collina, lontano dall'inquinamento delle ciminiere della zona urbana. |                   |         |
| 56  | Popo Africa: il principe dell'oscurità 「黒い魔神」 - Kuroi majin – "Il diavolo rosso" | 22 ottobre 1970   |         |
| 56  | Dopo aver vinto il match con Mister Zero, sul ring si presenta Popo Africa, il quale dichiara apertamente che il colpo tigre non funzionerà contro di lui. Avendo sentito le sue dichiarazioni, Tiger Mask si allena duramente per concentrare il più possibile i suoi colpi ed ottenere il massimo risultato, consapevole del fatto anche Popo Africa ha una sua mossa mortale. Viene il giorno del match, dopo varie vicissitudini la maggiore forza di Tiger Mask ha la meglio su Popo, ma quando lui utilizza il suo colpo mortale l'avversario vuole usare la sua mossa mortale, il colpo di testa, come valida contromossa. Questa manovra non si dimostra valida e Tiger Mask, usando a suo vantaggio la contromossa di Popo Africa, riesce a batterlo con una presa vincente, ottenendo la meritata vittoria. Poco prima di scendere dal ring Popo Africa annuncia che gli manderà un suo allievo forte come lui, forse di più, il suo nome è Black V. |                   |         |
| 57  | Avversario imbattibile 「死を呼ぶＶサイン」 - Shi o yobu bui sain – "Il simbolo della V che chiama la morte" | 29 ottobre 1970   |         |
| 57  | Black V si presenta alla stampa e annuncia di voler sfidare Tiger Mask il campione in carica principalmente per vendicare il suo maestro Popo Africa. Egli durante un allenamento fa mostra del duo colpo mortale: un micidiale colpo di testa con avvitamento. Essendo venuto a conoscenza del colpo Tigre decide di seguire un particolare allenamento sotto la guida del suo allenatore Giant Baba riuscendo ad acquisire la necessaria velocità. Ma ulteriori notizie sapute da Giant Baba gettano il wrestler nello sconforto: Black V ha il corpo della consistenza della gomma, di conseguenza nessuna presa o leva riesce ad incastrarlo. Comunque la visita all'orfanotrofio ed il dialogo con Kenta riportano serenità nella mente dell'atleta. |                   |         |
| 58  | L'incontro 「ブラックＶ」 - Burakku bui – "Black V" | 5 novembre 1970   |         |
| 58  | È giunto il momento del grande match tra Tiger Mask e Black V e tutti danno quest'ultimo come il grande favorito del match, mentre Giant Baba e Antonio Inoki vincono contro The Miracles che sono stati squalificati per via delle loro scorrettezze. Giant Baba è sicuro del fatto che Black V sia più forte di Tiger Mask ma che proprio a causa della sua superbia farà un passo falso che lo porterà alla sconfitta. Il match ha inizio, anche se Tiger Mask fa un'insolita richiesta all'avversario che viene acconsentita: togliere le stuoie di sicurezza fuori dal ring. Black V, dando sfoggio della sua terribile forza, vince facilmente il primo round con il suo micidiale colpo di testa con avvitamento. Durante il secondo round Tiger Mask riesce a rimontare l'iniziale svantaggio, ma la sua mossa speciale (come aveva dedotto prima) non ha effetto, quindi Black V si riporta in vantaggio però Tiger Mask usa su di lui le sue due mosse speciali, buttandolo fuori dal ring e sconfiggendolo, dato che la forza d'impatto è stata troppo anche per Black V, dato che non c'erano le stuoie di sicurezza. Persino The Miracles, nonostante siano nemici di Tiger Mask, dato che sono sicari di Tana delle Tigri, non possono fare a meno di elogiare la sua forza. |                   |         |
| 59  | Uno sfidante coraggioso 「命しらずの挑戦状」 - Inochi shirazu no chōsenjō – "Sfida spericolata" | 12 novembre 1970  |         |
| 59  | Tiger Mask va a Sendai e su richiesta di Arashi va a visitare la palestra di arti marziali di Kazue Hozumi, suo mentore e amico del wrestler mascherato. Purtroppo la palestra non sta passando un buon momento, infatti sta in uno stato di miseria visto che nessuno prova più passione per le vecchie discipline di combattimento. Tiger Mask fa la conoscenza di Itsuma, il figlio di Kazue, che diversamente dal padre è più propenso alla violenza, infatti usa le arti marziali solo per dare libero sfogo alla violenza. Il ragazzo si è indebitato con uno strozzino, il quale gli fa una proposta: se riuscirà a battere Tiger Mask azzererà il debito. Itsuma, sicuro di vincere, sfida Tiger Mask che però, non potendo accettare l'idea di battersi con il figlio di un suo caro amico, rifiuta la sfida. Gli amici di Itsuma rapiscono sua sorella minore Chizuko, mettendo Tiger Mask nella posizione di dover combattere per forza, quindi lui e Itsuma si affrontano in un ring delimitato dal filo spinato. Itsuma attacca l'avversario non riuscendo a mettere a segno nemmeno un colpo, infatti a dispetto della sua eccessiva sicurezza di vincere non può competere contro il wrestler mascherato, che riesce a mettere Itsuma al tappeto con facilità, usando una tecnica di Star Apollon. Poi arriva Kazue che interrompe lo scontro e cede allo strozzino il certificato di proprietà della sua casa e della sua terra pagando il debito del figlio, preferendo vivere in miseria e povertà piuttosto che vedere Itsuma umiliarsi combattendo contro il suo amico Tiger Mask. Quest'ultimo nonostante tutto è convinto che le ere moderne non sostituiranno mai gli antichi valori del combattimento che ha appreso da Kazue e che resteranno per sempre immortali. |                   |         |
| 60  | Il dottor Granky 「虎とへんくつ医者」 - Tora to henkutsu isha – "La tigre e un eccentrico medico" | 19 novembre 1970  |         |
| 60  | Mentre Tiger Mask è in treno per il suo tour mondiale con i suoi colleghi nel distretto di Tōhoku conosce un ubriacone di cattivo umore, il treno travolge un'auto che si era bloccata sopra i binari, il giovane alla guida rimane gravemente ferito, l'uomo ubriaco, che si rivela essere un medico, lo assiste, poi lui e Tiger Mask lo portano in ospedale a Morioka, dove il dottore si scontra con l'ufficiale medico che si lamenta dato che porta sempre pazienti che non possono pagare il conto, anche se il burbero dottore è dell'opinione che un ospedale debba assistere tutti senza considerare l'aspetto economico. Tiger Mask e Inoki affrontano The Demon e The Angel in un tag match, Tiger Mask sconfigge i due avversari da solo, nonostante le loro scorrettezze, senza l'aiuto di Inoki. Un collega di Tiger Mask gli rivela che la madre del dottore è morta, quando lo incontrò sul treno era appena tornato dalla veglia funebre e questo spiega perché fosse ubriaco. Naoto va all'ospedale e paga la parcella medica per il ragazzo. Tiger Mask va a visitare il villaggio dove il dottore gestisce la sua modesta clinica, lui è ben voluto dalla sua comunità. I bambini sono entusiasti della presenza di Tiger Mask, ammirato da tutti, poi lascia il villaggio in autobus, pagando con un vaglia telegrafico le attrezzature mediche con cui il medico potrà curare al meglio i suoi pazienti. |                   |         |
| 61  | La giusta strada 「王将の道」 - Ōshō no michi – "La via del re dello shogi" | 26 novembre 1970  |         |
| 61  | Tana delle Tigri decide finalmente di far combattere Tiger Mask contro uno dei giovani wrestler del nuovo ordinamento, Rudolf, il quale affronta i The Miracles dando prova di saper neutralizzare la mossa finale di Tiger Mask. Quest'ultimo porta dei bambini in gita a Yamagata e sorprende un vecchio intento a togliersi la vita con uno scalpello. Tiger Mask riesce a fermarlo, anche se l'anziano uomo lo ferisce con lo scalpello al polso. La polizia lo informa che il suo nome è Negoro, è un intagliatore di shōgi molto bravo, e dato che non ha famiglia il suo lavoro è tutto per lui, purtroppo a causa dei suoi problemi di salute non può più usare la mano destra per intagliare, quindi, costretto a usare la sinistra, pur facendo degli ottimi lavori, non è più capace di dare il meglio di sé, è per questo che vuole uccidersi e ha già tentato varie volte il suicidio. Tiger Mask gli spiega che piangersi addosso non serve a nulla. Tiger Mask disputa il suo match al centro sportivo, anche se non è facile visto che è ferito al polso, e il suo avversario ne approfitta per portarsi in vantaggio su di lui. Mister X assiste al match ma la sua attenzione viene catturata da un sovietico tra il pubblico che ha un'aria famigliare. Tiger Mask, nonostante lo svantaggio, riesce a sconfiggere l'avversario. Negoro, che ha guardato il match in televisione, prendendo esempio dal wrestler che nonostante la ferita al polso ha trovato la forza di vincere, decide di continuare a intagliare provando a usare al meglio la mano sinistra. Mister X va in albero e ad attenderlo c'è uno dei tre amministratori di Tana delle Tigri, il sovietico di prima. Giant Baba fa vedere a Tiger Mask gli avversari che dovrà affrontare al mondiale di wrestling, tutti wrestler famosi, a eccezione di uno, che ha appena fatto il suo esordio, si tratta di Rudolf, che su ordine di Tana delle Tigri affronterà Tiger Mask al mondiale, indossando una maschera da pantera con il ring name di Black Panther. |                   |         |
| 62  | L'incubo nero 「黒い挑戦者」 - Kuroi chōsensha – "Lo sfidante nero" | 3 dicembre 1970   |         |
| 62  | Mentre è in treno con i suoi colleghi per il tour a Naoetsu, nella prefettura di Niigata, Tiger Mask legge un articolo di giornale, Black Panther ha ucciso a Roma un wrestler, e questo lo mette in agitazione iniziando a considerare l'idea che Black Panther sia un sicario di Tana delle Tigri, tra l'altro Tiger Mask inizia a perdere passione per il wrestling non trovando giusto che per colpa di questa disciplina delle persone perdano la vita. Giant Baba gli fa da avversario durante gli allenamenti, ma capisce che non è in gran forma, perché è deconcentrato a causa della paura che prova nei confronti di Black Panther. Infatti Naoto ha capito che non ha molte possibilità di batterlo. essendo probabilmente più forte di lui. Giant Baba gli fa capire che non resterà per sempre il campione del mondo. Naoto esce per distrarsi e conosce degli orfani che ogni giorno lavorano sodo per sistemare il cortile dell'orfanotrofio. Lui fa amicizia con loro e li aiuta con il lavoro, facendosi contagiare dalla passione che loro mettono nei loro doveri, ritrovando la voglia di combattere. Naoto regala ai ragazzi i biglietti del match dove Tiger Mask affronta Bloody Mask, che lo mette in difficoltà con le sue scorrettezze, ma il wrestler giapponese lo sconfigge. Naoto fa una donazione all'orfanotrofio permettendo loro di risistemare il cortile. |                   |         |
| 63  | Joe l'americano 「めりけんジョー」 - Meriken Jō – ""Meriken" Joe" | 10 dicembre 1970  |         |
| 63  | Mentre Tiger Mask è intento ad affrontare The Demon sul ring, si appresta a sconfiggerlo con la sua presa vincente salvo limitare la sua forza temendo di fargli troppo male, e questo permette al suo avversario di portarsi in vantaggio. L'attenzione di Tiger Mask viene attirata da uno strano vecchio che lo insulta per la sua prestazione, alla fine però Tiger Mask affronta il suo avversario con più impegno, sconfiggendo The Demon. Naoto, dopo il match, ha modo di rivedere il vecchio con il quale stringe amicizia, inoltre dividono un taxi. Il suo nome è Meriken Joe, Naoto gli chiede perché i suoi commenti rivolti a Tiger Mask erano così severi. L'anziano uomo afferma semplicemente che il wrestler mascherato ha un rapporto troppo ambivalente con la sua aggressività e ciò lo spinge a tenere a freno la sua forza, proprio come ha fatto nel match di prima, avendo intuito che lui temendo di fare del male all'avversario, si è limitato, compromettendo la vittoria, quando invece a suo dire bisogna sempre mettere la massima serietà nei match. Arrivati a casa del vecchio, che si trova in cima alle montagne, ama il suo stile di vita solitario e precario nonostante sia un ricco proprietario terriero, contrariamente ai suoi figli che vivono in città. Naoto passa la notte da lui, tra l'altro Meriken Joe nota che in lui c'è qualcosa di famigliare. Il vecchio gli racconta qualche aneddoto della sua gioventù in America, era un wrestler imbattibile, e disputava match mortali senza regole, era capace di uccidere addirittura i bufali a mani nude. I due vengono attaccati da un orso, ma Naoto con le sue tecniche di wrestling butta la bestia giù da un dirupo. Meriken Joe, facendo intendere di aver capito che Naoto e Tiger Mask sono la stessa persona, gli spiega che deve imparare a godersi di più il wrestling quando combatte. Alle prime luci dell'alba Naoto lascia la montagna con un nuovo spirito battagliero, con la promessa che un giorno diventerà più forte di Meriken Joe. |                   |         |
| 64  | È Natale 「幸せの鐘が鳴るまで」 - Shiawase no kane ga naru made – "Fino a quando suona la campana fortunata" | 17 dicembre 1970  |         |
| 64  | È Natale e Naoto, a Kōfu, fa compere per i bambini dell'orfanotrofio, poi incontra un ragazzino con il quale stringe amicizia, Takashi Ota, e passa la giornata con lui a casa sua. È rimasto orfano di suo padre, morto in un incidente stradale, sua madre è quasi sempre fuori per lavoro, la donna rientrando a casa sorprende suo figlio in compagnia di Naoto e prepara la cena per entrambi. Takashi si diverte molto a giocare con Naoto probabilmente perché sente molto la mancanza di una figura paterna. Takashi e sua madre vanno a vedere il match di Tiger Mask, quest'ultimo deve vedersela contro The Angel, che riesce a sopraffarlo con le sue scorrettezze. Infatti Tiger Mask non è in gran forma, alla fine The Angel viene squalificato per i suoi falli e Tiger Mask si aggiudica la vittoria. Nonostante tutto Giant Baba si vede costretto a rimproverarlo per la sua pessima prestazione, non avendo dato il meglio visto che era in sovrappensiero. Gli spiega che la concentrazione è la cosa più importante nel wrestling, specialmente perché non potrà prendersi il lusso di commettere errori quando affronterà il suo prossimo micidiale avversario. Infatti il prossimo match per la difesa del titolo mondiale è stato fissato: il suo avversario sarà Black Panther, il wrestler ha ucciso un altro avversario e come se non bastasse ha sconfitto Mister Eagle, che era considerato il favorito del match. Tiger Mask è della convinzione che Black Panther sia un wrestler di Tana delle Tigri, ripensando poi al match contro The Angel, infatti avrebbe potuto batterlo usando qualche scorrettezza se avesse voluto, ma ha preferito non farlo conscio che essere un esempio di lealtà debba essere un suo dovere morale. |                   |         |
| 65  | Il vero campione 「死闘 覆面王座戦」 - Shitō - Fukumen ōzasen – "Battaglia mortale - Scontro per il trono degli uomini mascherati" | 24 dicembre 1970  |         |
| 65  | Naoto va alla Chibikko House dove porta dei regali ai bambini, poi va da Arashi e Daimon, l'anziano uomo fa da maestro all'amico di Naoto che ha migliorato di molto la sua tecnica. Daimon lo mette in guardia da Black Panther spiegandogli che lui e Arashi hanno studiato le sue mosse consigliando a Tiger Mask di non tenersi vicino alle corde. Il giorno del match tra Tiger Mask e Black Panther per la difesa del titolo mondiale è arrivato, anche se tutti danno Black Panther come favorito. Da subito il sicario di Tana delle Tigri si porta in vantaggio su Tiger Mask, dando prova della sua superiorità. Infatti ha studiato tutti i suoi schemi di combattimento e sa come rendere inoffensive le mosse del suo avversario, potendo anche neutralizzare la presa vincente di Tiger Mask, tra l'altro fa anche uso di colpi proibiti. Inoki consiglia all'amico di bloccare le gambe dell'avversario, infatti il wrestler giapponese riesce a ribaltare la situazione, poi seguendo il suggerimento di Daimon si tiene al centro del ring lontano dalle corde, avendo capito come sconfiggerlo. Tiger Mask usa su di lui la sua presa speciale che Black Panther apparentemente neutralizza, ma così facendo abbassa la guardia e Tiger Mask porta a termine la sua mossa finale con successo, sconfiggendo l'avversario e conservando il titolo di campione del mondo di wrestling. Nonostante Black Panther fosse più forte del suo nemico è stato troppo sicuro di vincere e questo lo ha spinto ad abbassare la guardia permettendo a Tiger Mask di batterlo, tra l'altro ringrazia anche i suoi amici perché senza i loro consigli non sarebbe riuscito a vincere il match. |                   |         |
| 66  | La paura di Tana delle Tigri 「「虎の穴」の恐怖」 - "Tora no Ana" no kyōfu – "La paura di "Tana delle Tigri"" | 31 dicembre 1970  |         |
| 66  | Naoto ripensa a Pierre e a Black Panther avendo capito che ora Tana delle Tigri punta suo giovani ragazzi per addestrarli a diventare giovani wrestler violenti e spietati, poi va alla Chibikko House per stare vicino a Kenta che è costretto a stare a letto per via della febbre, poi vede Yoko, la sorella di Kentaro, anche lui giovane allievo di Tana delle Tigri. Naoto, guardando l'album fotografico di Kenta dedicato a Tiger Mask ripensa alla sua carriera e al percorso che lo ha portato a essere l'uomo che è oggi, a cominciare dai terribili allenamenti a Tana delle Tigri, il periodo passato a essere un wrestler spietato, il match con Black Python che lo spinse a diventare un wrestler leale, la vittoria contro i sicari di Tana delle Tigri durante la lega dei wrestler mascherati, il momento di crisi affrontato quando ha sconfitto The Red Death Mask, dando libero sfogo alla sua cattiveria e venendo meno ai suoi ideali, lo scontro con Mister Kamikaze che lo portò a sviluppare la sua mossa vincente e anche quello ai campionati asiatici contro Great Zuma. Kenta ironizza sul fatto che secondo lui il nome più adatto per Tiger Mask dovrebbe essere King Tiger, e questo rievoca un terribile ricordo nella mente di Naoto, infatti esiste già un wrestler con quel nome, quando era un ragazzino Mister X gli parlò di quel wrestler che era considerato invincibile, abbandonò il mondo del wrestling proprio perché nessuno riusciva a tenergli testa, faceva parte di un terribile trio, i tre wrestler più forti e malvagi della Tana delle Tigri, chiamati le "tre tigri". Naoto inizia a considerare l'idea che un giorno potrebbe affrontare questi tre terribili wrestler. |                   |         |
| 67  | L'altra faccia di Uomo Tigre 「黄色い悪魔復活」 - Kiiroi akuma fukkatsu – "Il ritorno del demone giallo" | 7 gennaio 1971    |         |
| 67  | Rudolf, dopo la sconfitta contro Tiger Mask, è stato messo ai lavori forzati di Tana delle Tigri, insieme a The Red Death Mask, come punizione per il suo fallimento, mentre Kentaro, Hans e Chakil, tre giovani allievi del nuovo ordinamento, riescono a superare l'esame di graduazione sconfiggendo le bestie feroci. Kentaro è desideroso di tornare da sua sorella Yoko, ma prima deve uccidere Tiger Mask. Naoto riceve una telefonata di Daimon, quindi lo raggiunge in albergo, dove gli fa vedere un articolo di giornale che parla di un wrestler chiamato Yellow Devil. Questi è sleale e malvagio, si sta facendo una reputazione in America e dalla carnagione sembra giapponese come Naoto, infatti ha capito che si tratta di un emissario di Tana delle Tigri. Questo wrestler rispecchia molti aspetti di Naoto, al tempo in cui Tiger Mask portava l'epiteto Yellow Devil, tra l'altro Daimon e Naoto riflettono sul fatto che Kentaro è l'unico wrestler giapponese di Tana delle Tigri quindi sicuramente lui e Yellow Devil sono la stessa persona. Naoto ha capito che Tana delle Tigri vuole usare contro di lui l'arma psicologica mettendolo contro il suo passato. Giant Baba e Inoki non acconsentono alla sua richiesta di andare in America a sfidare Yellow Devil, dato che nel suo calendario ci sono ancora troppi match da disputare in Giappone. Tiger Mask va da Arashi spiegandogli che vuole andare in America e riportare Kentaro da sua sorella, poi Yellow Devil lo attacca riuscendo ad avere la meglio contro di lui, anche se Tiger Mask capisce che si tratta di Daimon, infatti si toglie la maschera. Arashi fa capire a Tiger Mask che se ora affrontasse Yellow Devil perderebbe, dato che anche Daimon, usando delle mosse di basso livello, è riuscito a metterlo in difficoltà, oltre al fatto che non ha nemmeno riconosciuto lo stile di combattimento del suo amico, cosa che avrebbe fatto subito se non fosse emotivamente turbato. Tiger Mask ammette che Yellow Devil gli fa provare vergogna per il suo disonorevole passato, ma ora capisce che solo quando avrà ritrovato il suo equilibrio emotivo potrà sconfiggerlo. |                   |         |
| 68  | Demone Giallo 「幻の黄色い悪魔」 - Maboroshi no kiiroi akuma – "Il fantasma del demone giallo" | 14 gennaio 1971   |         |
| 68  | Tiger Mask va a New York, dove ormai la fama di Yellow Devil sta rovinando la sua reputazione. Infatti gli americani sono molto ostili con Tiger Mask, perché lo associano al giovane e violento wrestler, specialmente perché anche lui in passato sul suolo statunitense combatteva in maniera aggressiva non curandosi delle regole. Tiger Mask chiede informazioni agli avversari che hanno combattuto contro Yellow Devil e loro confermano che si tratta di un giapponese, per via della carnagione. Tiger Mask è sempre più preoccupato, avendo capito che probabilmente il nuovo pupillo di Tana delle Tigri è Kentaro, il fratello di Yoko. Purtroppo Yellow Devil pare aver lasciato l'America, quindi Tiger Mask decide di tornare in Giappone, anche se il presidente della federazione di wrestling americana vorrebbe convincerlo a rimanere lì e disputare qualche match. Tiger Mask non se la sente data la brutta opinione che gli americani hanno di lui per via di Yellow Devil, poi riceve la piacevole visita del suo amico e rivale Star Apollon, quindi il presidente della federazione di wrestling americana propone ai due un match, e nonostante l'iniziale rifiuto del wrestler giapponese, accetta, specialmente quando Star gli fa capire che solo con i fatti gli americani cambieranno opinione su di lui. I due si affrontano e il pubblico non può fare a meno di aggredire verbalmente Tiger Mask dato che lo reputano ancora un wrestler crudele. Nonostante Tiger Mask combatta bene Star vince il primo round, mentre nel secondo lo scontro è più equilibrato e Tiger Mask, dando sfoggio della sua perfetta tecnica vince e lascia il pubblico a bocca aperta, data la correttezza con cui ha affrontato la sfida. Nel terzo round è Tiger Mask a dominare il match, che però, a causa dello scadere del tempo, finisce in parità e i due si danno la mano. Tutti applaudono, avendo capito che Tiger Mask non ha nulla a che vedere con Yellow Devil. Tiger Mask prende un aereo per il Giappone, ma prima ringrazia Star, visto che lo ha aiutato a riconquistare la fiducia del pubblico americano. |                   |         |
| 69  | La sfida di Junker 「掟破りの挑戦者」 - Okite yaburi no chōsensha – "Lo sfidante che infrange la legge" | 21 gennaio 1971   |         |
| 69  | Tiger Mask torna in Giappone dall'America dopo aver ricevuto un telegramma, con cui un sicario di Tana delle Tigri gli ha fatto una richiesta di sfida. Si tratta di Nazis Junker, il quale ormai si è fatto una certa fama in Europa. I tre amministratori di Tana delle Tigri non prendono bene la cosa, infatti non sono stati loro a incaricare Nazis Junker di affrontare Tiger Mask. È stata un'iniziativa dello stesso wrestler, il primo a diplomarsi nel nuovo ordinamento di Tana delle Tigri, sfidare Tiger Mask. In Giappone arrivano Fritz e Tsuyoshi da Amburgo, il piccolo Tsuyoshi attraversa la strada e un'auto rischia di metterlo sotto, ma Nazis Junker lo salva. Fritz fa un regalo a Tiger Mask: una nuova maschera da tigre, quindi il wrestler mascherato regala a Tsuyoshi quella vecchia. Fritz e Tsuyoshi assistono al match insieme a Ruriko e ai bambini della Chibikko House, così Kenta e Tsuyoshi hanno modo di fare amicizia. Nazis Junker pur essendo convinto di poter battere Tiger Mask inizia a maturare la paura di perdere sapendo che in caso di fallimento Tana delle Tigri lo giustizierà. Il match ha inizio e Nazis Junker dà prova di grandi capacità come wrestler, inoltre non si fa scrupoli a usare delle scorrettezze, ma essendo troppo emozionato all'idea di uccidere Tiger Mask non riesce a dare il meglio di sé, infine Tiger Mask lo sconfigge facilmente. Poi gli toglie la maschera, e Tsuyoshi riconosce in lui il ragazzo che prima lo aveva salvato dall'auto in corsa, inoltre anche Fritz pare conoscerlo: si tratta di Hans Streizer, è originario di Amburgo, i suoi genitori persero il lavoro a causa di un incidente stradale e poi si tolsero la vita, Hans voleva diventare un wrestler professionista per fare soldi e aiutare le vittime degli incidenti stradali. Hans viene portato alla Chibikko House dove ha modo di rivedere Fritz a cui è sempre stato affezionato, Tsuyoshi regala a Kenta una delle maschere di Tiger Mask, dato che oltre a quella che gli ha appena dato aveva anche quella che gli aveva ceduto ad Amburgo. Hans, avendo capito che il suo destino è segnato e che Tana delle Tigri lo ucciderà per via del suo fallimento, scappa via dalla Chibikko House, inoltre ha compreso che Tiger Mask è una brava persona a dispetto di tutte le menzogne che Tana delle Tigri gli ha raccontato sul suo conto. Naoto cerca di fermarlo ma Hans, rassegnato al suo destino e stufo di convivere con il fardello del suo triste passato, si lascia investire da un'auto morendo. Alla guida dell'auto c'era Mister X. |                   |         |
| 70  | Uno strano incontro 「未練のマット」 - Miren no matto – "Il ring dei rimpianti" | 28 gennaio 1971   |         |
| 70  | Dopo una lunga permanenza in America Mister Kamikaze torna in Giappone e chiede a Tiger Mask una rivincita, che lui gli concede volentieri. La sera del match Mister Kamikaze vince facilmente il primo round, poi Tiger Mask riesce a dominare nel secondo vincendolo. Nel terzo e ultimo round Mister Kamikaze si porta in vantaggio, ma il tempo scade e il match finisce in parità. Tiger Mask e Mister Kamikaze dopo la fine del match vanno nella villa di Arashi, per cui Mister Kamikaze nutre molta stima, tra l'altro ha modo di conoscere Daimon, capendo subito che lui è un ex wrestler. Sia Arashi sia Mister Kamikaze hanno capito che Tiger Mask non ha combattuto al meglio delle sue possibilità, perché era deconcentrato. Infatti, anche se lui non vuole ammetterlo, il pensiero di Hans e della sua morte lo perseguitano. Mister Kamikaze afferma che Daimon, voltando le spalle al wrestling, sta tradendo la sua natura di combattente, Daimon come Tiger Mask si sente in colpa per non aver salvato Hans, affermando che se lui combattesse al fianco del suo amico lo avrebbero salvato. Daimon vorrebbe tornare a combattere, ma è spaventato. Consapevole che se rimettesse piede sul ring sarebbe un bersaglio facile per Tana delle Tigri, in lui però arde il desiderio di ricominciare a combattere con la maschera di Mister Fudo. |                   |         |
| 71  | Re Giaguaro 「危うし!!猛虎」 - Ayaushi!! Mōko – "In crisi!! La tigre feroce" | 4 febbraio 1971   |         |
| 71  | Tiger Mask riceve una richiesta di sfida da un wrestler considerato il nuovo astro nascente del wrestling, il sicario di Tana delle Tigri Chakil Lumpafa, infatti dopo la morte di Hans l'organizzazione ha incaricato Chakil di sconfiggere Tiger Mask, indossando una maschera da giaguaro con il ring name di King Jaguar. Quest'ultimo combatte solo per fare soldi, ama l'opulenza e la bella vita, e Tana delle Tigri gli promette una generosa ricompensa in denaro se vincerà il match, e King Jaguar crede ciecamente nella vittoria ma quello che ignora e che Tana delle Tigri lo sta solo usando, infatti loro sanno benissimo che non riuscirà a battere Tiger Mask, il suo scopo sarà solo quello di spianare il terreno all'imminente scontro con Yellow Devil. King Jaguar giunge in Giappone dove Mister X e i The Miracles sono stati incaricati di badare a lui, ma fanno fatica a gestire il suo carattere fin troppo impetuoso, infatti a causa della sua guida spericolata ha causato un incidente, al quale assiste anche Daimon, che King Jaguar riconosce come traditore di Tana delle Tigri. King Jaguar firma un assegno per la donna che ha subito danno durante l'incidente per risarcirla, Daimon nota che sta prelevando denaro dal conto in banca di Tana delle Tigri, spiegandogli che così firma la sua condanna a morte, infatti è vietato prelevare soldi dal fondo bancario dell'organizzazione, ma King Jaguar non se ne preoccupa affermando che quei soldi sarebbero stati suoi in ogni caso una volta battuto Tiger Mask. Quest'ultimo affronta King Jaguar nel match, dove il wrestler di Tana delle Tigri usa delle mosse di Muay thai per mettere in difficoltà l'avversario. Tiger Mask riesce comunque a dominare il match, quindi intervengono i The Miracles che attaccano Tiger Mask riuscendo a sottometterlo. Inoki, Giant Baba e i colleghi di Tiger Mask intervengono in suo aiuto, ma i The Miracles li sconfiggono facilmente, poi Daimon, che stava guardando il match, sale sul ring e insieme a Tiger Mask sconfigge i The Miracles, mentre King Jaguar perde il match. Daimon ha deciso di tornare a combattere e Mister X, che stava guardando il match, giura che eliminerà anche Daimon insieme a Tiger Mask, perché avendo rimesso piede sul ring ha apertamente sfidato Tana delle Tigri decretando la sua condanna a morte. |                   |         |
| 72  | La forza di Daigo Daimon 「ミスター不動登場」 - Misuta Fudō tōjō – "L'arrivo di Mister Fudō" | 11 febbraio 1971  |         |
| 72  | Daimon, indossando la maschera di Mister Fudo, si unisce alla Japan Pro-Wrestling Association e al suo match di esordio sconfigge facilmente il suo avversario, Smiley Joe, con facilità diventando presto il beniamino del pubblico. Daimon ringrazia Arashi, che esprime il suo consenso. Tiger Mask e Mister Fudo affrontano due avversari minacciosi e scorretti in un tag match, riuscendo a batterli. Mister Fudo, nonostante potesse chiudere lui il match, si comporta con umiltà e dà a Tiger Mask la possibilità di sconfiggere i due rivali. La loro amicizia ora è più forte che mai. I tre amministratori di Tana delle Tigri sono irritati temendo che, con due traditori, altri possano prenderli a modello decidendo di abbandonare l'organizzazione, quindi decidono di ucciderli il prima possibile. |                   |         |
| 73  | L'ultima risorsa 「「虎の穴」の切札」 - "Tora no Ana" no kirifuda – "La carta vincente di "Tana delle Tigri"" | 18 febbraio 1971  |         |
| 73  | Yellow Devil finalmente sfida Tiger Mask in un match per il titolo mondiale di wrestling, Tiger Mask è consapevole che dietro la maschera di Yellow Devil si nasconde Kentaro, il suo scopo è salvarlo da Tana delle Tigri e dalla brutta strada che ha preso. Kentaro è ancora convinto che sia stato Naoto a causare la morte di sua madre, infatti vuole ucciderlo per vendicarla, ma soprattutto per tornare da sua sorella Yuko, infatti Tana delle Tigri gli ha promesso, in caso vincesse, che lo proscioglieranno da tutti gli impegni presi con l'organizzazione lasciandolo libero. Arriva la sera del match e affronta Tiger Mask al Nippon Budokan, il quale si fa accompagnare da Mister Fudo che gli fa da secondo. Yellow Devil avvolge l'arbitro con il suo mantello e lo butta fuori dal ring, poi combatte contro Tiger Mask riuscendo facilmente a portarsi in vantaggio, infatti Tiger Mask riesce a difendersi dai suoi colpi a fatica, inoltre la sua presa vincente viene facilmente neutralizzata dal rivale. Yellow Devil, con una lama da coltello nascosta nella scarpa destra, ferisce ripetutamente Tiger Mask, i due combattono fuori dal ring dove Mister Fudo prova a fermarlo, ma Yellow Devil lo colpisce con il gong. Il wrestler di Tana delle Tigri che fa da secondo a Yellow Devil mette Mister Fudo al tappeto con estrema facilità. Mister Fudo lo riconosce, infatti è uno dei tre amministratori di Tana delle Tigri. Tiger Mask con un calcio alle gambe mette al tappeto Yellow Devil e, afferrandolo per le gambe, lo scaraventa sul ring, Tiger Mask riesce ad avere la meglio contro di lui, infatti Yellow Devil non riesce più a tenergli testa. Il giovane wrestler di Tana delle Tigri cammina a fatica verso l'avversario ma l'ultima presa che Tiger Mask ha usato contro di lui è stata troppo per Yellow Devil che alla fine cade al suolo sconfitto. Tiger Mask conserva il titolo mondiale di wrestling, inoltre decide di non togliere la maschera al suo avversario avendo già la conferma che è Kentaro dato che, privo di sensi, lo aveva sentito pronunciare il nome di Yoko. |                   |         |
| 74  | Il terzo traditore 「第三の裏切り者」 - Daisan no uragirimono – "Il terzo traditore" | 25 febbraio 1971  |         |
| 74  | Mister X e l'amministratore di Tana delle Tigri portano via Kentaro in auto intenti a raggiungere l'Aeroporto Haneda, poi giustizieranno Kentaro per il suo fallimento. Il giovane ragazzo deluso per aver perso contro Tiger Mask, in linea con il suo codice d'onore, è anche pronto a morire ma soffre all'idea di non rivedere più sua sorella. Daimon li segue alla guida della sua auto, ma dato che si erano accorti di lui, lo fanno finire fuoristrada uccidendolo apparentemente, ma lui in realtà è ancora vivo, aggrappato al tetto dell'auto di Mister X, poi Daimon aggredisce l'autista e ruba l'auto portando in salvo Kentaro, che però non vuole la sua pietà visto che Tana delle Tigri lo ha educato a vedere Daimon come un traditore, al pari di Naoto. Daimon lo porta alla Chibikko House rivelandogli che Naoto ha portato lì sua sorella dopo la dipartita della madre, chiedendogli di essere discreto visto che nessuno all'orfanotrofio sa del fatto che Naoto e Tiger Mask sono la stessa persona. Lì Ruriko e Wakatsuki raccontano a Kentaro di come Tiger Mask, battendo lealmente Black Python, ha dato a Kenta, che a quel tempo era un bambino molto rabbioso e problematico, il buon esempio, oltre al fatto che Naoto ha pagato i debiti dell'orfanotrofio impedendo che venissero sfrattati. Kentaro è notevolmente sorpreso nell'apprendere tutte queste cose dato che Tana delle Tigri gli aveva messo in testa l'idea che era un individuo crudele, poi riabbraccia Yoko chiedendo a Ruriko e Wakatsuki di tenere sua sorella sotto la loro custodia ancora per un po' visto che al momento non può provvedere a lei. Daimon spiega a Kentaro che Naoto ha sempre avuto un animo buono ma che a causa della cattiva educazione di Tana delle Tigri era diventato un wrestler malvagio finché non capì che doveva essere fedele ai suoi valori e quindi tradì Tana delle Tigri e nonostante sapesse che combattendo ancora sul ring sarebbe diventato un bersaglio facile per i suoi nemici, infatti decise di diventare un wrestler leale per essere di esempio per i bambini. Kentaro comprende che Naoto è una brava persona e che lo aveva giudicato male, quindi decide di abbandonare Tana delle Tigri stringendo un'alleanza con Naoto e Daimon, cosa che fa irritare Tana delle Tigri dato che ora i traditori che devono uccidere sono tre. Come nuovo acquisto della Japan Pro-Wrestling Association Kentaro vince un match dietro l'altro guadagnandosi grande fama combattendo lealmente. |                   |         |
| 75  | La grande fuga 「「虎の穴」大脱走」 - "Tora no Ana" daidassō – "Grande fuga da "Tana delle Tigri"" | 4 marzo 1971      |         |
| 75  | Tana delle Tigri è in crisi ora che anche Kentaro ha tradito l'organizzazione, seguendo a ruota Tiger Mask e Daimon, cosa che i tre amministratori trovano intollerabile temendo che altri ancora possano prendere il loro esempio, infatti hanno deciso di essere ancora più severi con coloro che oseranno tradire Tana delle Tigri. La fama di Kentaro come nuova stella nascente della Japan Pro-Wrestling Association è in continua crescita, Koroku è molto orgoglioso di lui decidendo di prendere il suo esempio scappando via da Tana delle Tigri avendo capito che loro manipolano i ragazzi con false promesse rendendoli schiavi allo scopo di educarli a odiare wrestler leali come Tiger Mask e Kentaro che Tana delle Tigri etichetta come traditori. Tiger Mask addestra Kentaro al wrestling leale, per il giovane ragazzo è ancora un po' difficile abituarsi a tutto questo visto che Tana delle Tigri gli ha solo insegnato a emergere con ogni tipo di scorrettezze, comunque può contare su Tiger Mask e Mister Fudo. Koroku riesce a scappare insieme ai suoi amici Billy Heyse e Michael Gordon, avendo compreso che essere liberi richiede saper accettare una vita di stenti, ma che è possibile essere dei buoni wrestler anche senza Tana delle Tigri, ripensando anche ai loro amici Hans e Chakil ingiustamente uccisi dalla Tana delle Tigri solo perché avevano perso contro Tiger Mask, infatti vogliono andare in Giappone chiedendo aiuto a lui. Incitati da Koroku e Michael, anche tredici compagni cercano di fuggire, ma vengono catturati e giustiziati dalle guardie armate. Di fronte a questo tentativo di evasione, il boss di Tana delle Tigri impone ai tre amministratori di uccidere Tiger Mask loro stessi, e che verranno giustiziati in caso di fallimento. Nel frattempo, per ritrovare gli ultimi tre fuggiaschi, vengono mobilitate le guardie armate, che trovano i ragazzi aprendo il fuoco, uccidendo Koroku che dà ai suoi amici Billy e Michael il tempo di scappare in Africa dando loro una lettera da spedire a Kentaro. Mister X torna al quartier generale per una riunione, alla quale prendono parte i sette dirigenti di alto rango di Tana delle Tigri. Lui dà per scontato che la riunione sia stata indetta per giustiziarlo, punendolo così per tutti i suoi tentativi di uccidere Tiger Mask andati a vuoto. I tre amministratori lo informano che non hanno nessuna intenzione di ucciderlo, nonostante lo rimproverino pesantemente per i suoi fallimenti. Loro però sono dell'intento di eliminare Tiger Mask, mettendolo contro i tre wrestler più forti dell'organizzazione: le tre tigri. Questi wrestler ormai sono considerati delle leggende a Tana delle Tigri, che si rivelano essere proprio i tre amministratori all'insaputa di tutti, gli unici abbastanza forti da uccidere Tiger Mask, ovvero Big Tiger, Black Tiger e King Tiger. |                   |         |
| 76  | Una terribile sfida 「幻のレスラー達」 - Maboroshi no resurā-tachi – "I wrestler fantasmi" | 11 marzo 1971     |         |
| 76  | Naoto trova tra la sua corrispondenza due lettere di sfide da parte di Tana delle Tigri, la prima è da parte di King Tiger, mentre la seconda coinvolge sia lui che Daimon in un tag match contro Big Tiger e Black Tiger. Naoto è molto agitato e pensieroso e informa Daimon della cosa. Le tre tigri erano considerate i tre wrestler più forti e crudeli che avessero mai messo piede sul ring, avevano combattuto in America e nel continente europeo, ed erano considerati invincibili, proprio perché non c'era più nessuno capace di combattere al loro livello abbandonarono il mondo del wrestling. Naoto capisce che le tre tigri in realtà sono i tre amministratori di Tana delle Tigri, tra l'altro è dell'opinione che la loro sfida non sia necessariamente una cosa negativa, potrebbe essere un buon segno, infatti se Tana delle Tigri vuole far scendere in campo i loro wrestler più forti e malvagi significa che hanno paura e che fanno fatica a gestire il malcontento tra i giovani allievi di Tana delle Tigri. Naoto riceve una lettera per Kentaro e la lascia in albergo dove il ragazzo la trova: è la lettera di Koroku imbrattata del suo sangue, capendo quindi che il suo migliore amico è morto. Questo lo fa cadere in un profondo stato di sconforto giurando vendetta contro Tana delle Tigri. Naoto porta Daimon alla Chibikko House facendogli conoscere gli orfani a cui è molto legato, i bambini lo prendono subito in simpatia e insieme costruiscono un capanno per i giochi dove potranno divertirsi durante le giornate piovose. Naoto è sicuro di poter sconfiggere le tre tigri e che vincerà quella che sarà la sfida decisiva contro Tana delle Tigri. |                   |         |
| 77  | Il grande match 「死闘のタッグ」 - Shitō no taggu – "Il tag team della battaglia mortale" | 18 marzo 1971     |         |
| 77  | È la sera del match di Tiger Mask e Mister Fudo contro Black Tiger e Big Tiger. Kentaro chiede all'amico di combattere, ma gli viene negata questa opportunità, vista anche la caratura degli avversari. Il match è molto difficile e i due sono realmente pericolosi. Nonostante questo, Tiger Mask e Mister Fudo riescono a tener loro testa, sebbene gli altri tendano ad agire in coppia su uno solo. Big Tiger decide di ricorrere ad un'arma per uccidere Tiger Mask: tenta di strozzarlo con un filo d'acciaio temperato, più sottile della seta e quindi quasi invisibile. Mister Fudo se ne accorge e riesce a sventare l'attentato, decidendo di affrontare i due di poco fuori dal ring. Si trova però una gamba bloccata perché un'asse del pavimento cede. Sembra in trappola e viene circondato dai due avversari, armati di pugno di ferro e cacciavite. Va via la luce e si produce un death match, nel quale i due muoiono e Mister Fudo riporta gravi ferite. Una volta riaccese le luci, anche lui crolla al suolo e viene portato in ospedale. Per terra giacciono le due tigri morte, uccise dalle loro medesime armi. |                   |         |
| 78  | Un duello all'ultimo sangue 「猛虎激突」 - Mōko gekitotsu – "Scontro tra tigri feroci" | 25 marzo 1971     |         |
| 78  | Il boss di Tana delle Tigri è fuori di sé dalla rabbia dato che dava per scontata la vittoria di Black Tiger e Big Tiger, dopo aver saputo delle loro morti, ma ha fiducia nell'ultima e più forte delle tre tigri: King Tiger, il più forte wrestler di Tana delle Tigri, affermando però che se anche lui non dovesse battere Tiger Mask allora sarà proprio il boss a scendere in campo. La stampa dà per sconfitto Tiger Mask dato che in passato King Tiger era considerato il wrestler più forte al mondo, Kenta la prende male ma Naoto gli fa capire che la stampa ha solo riportato la notizia in maniera obbiettiva ma che, nella circostanza in cui Tiger Mask dovesse perdere, ciò non significa che non meriterebbe più il suo rispetto perché vincere e perdere sono solo aspetti secondari, quello che veramente conta è che Tiger Mask combatta con determinazione e integrità morale. Kenta alla fine gli dà ragione. Arriva la sera del match fra Tiger Mask e il King Tiger al Nippon Budokan, mentre Kentaro assiste alle delicate cure di Daimon all'ospedale Seimei. King Tiger inizia avendo il sopravvento e tenta di concludere presto il match utilizzando colpi proibiti. A questo punto, il ricordo di Daimon morente innesca in Naoto una reazione tale da portarsi in parità con lo sleale rivale. Fino alla fine del match, entrambi sono pieni di ferite, solo l'animo li regge in piedi. Alla fine, King Tiger, nell'evitare di cadere vittima del colpo Ultra Tiger Breaker, fa una capriola in aria per atterrare a distanza, ma, disgraziatamente, scivola dal bordo del ring causa il sangue sotto i piedi e viene trafitto nella schiena da una trave che per caso era finita proprio lì durante una fase del match. Prima di morire avvisa Tiger Mask che verranno altri wrestler più spietati delle tre tigri a vendicarsi dei traditori e che uno di loro riuscirà a ucciderlo. Intanto Daimon è morto soffrendo molto per le gravi ferite ai polmoni inflittegli dal tirapugni di Big Tiger. |                   |         |
| 79  | Il capo della tana 「「虎の穴」の帝王」 - "Tora no Ana" no teiō – "Il sovrano di "Tana delle Tigri"" | 1º aprile 1971    |         |
| 79  | Il capo della Tana delle Tigri fa la sua apparizione e convoca i capi reparto per una riunione plenaria. Nomina Mister Y e Mister Z nuovi amministratori, e Mister X promotore. Più tardi convoca Mister X per parlargli in privato. Egli crede che verrà ucciso, invece gli viene affidata la lista dei più forti wrestler. Egli chiede al boss la possibilità di uccidere Tiger Mask fuori dal ring, dopodiché parte alla volta del Giappone per ricominciare il suo duello mortale con l'avversario. |                   |         |
| 80  | Due grandi amici 「新星誕生す」 - Shinsei tanjōsu – "La nascita di una nova" | 8 aprile 1971     |         |
| 80  | Kentaro diventa sempre più forte infatti durante gli allenamenti Tiger Mask fa fatica a stargli dietro, poi i due vengono convocati da Giant Baba nel suo ufficio dove Kentaro viene accolto dall'applauso di Giant Baba e Inoki, i quali lo informano che, come migliore membro dell'associazione giovanile della Japan Pro-Wrestling Association lo faranno alzare di livello permettendogli di disputare match di alto profilo che verranno anche trasmessi in televisione. Kentaro è felicissimo, quindi lui e Naoto vanno a festeggiare alla Chibikko House dove viene preparata una cena per festeggiare Kentaro e la sua promozione. Kentaro disputa il match che lo vede come vincitore, poi viene intervistato dai giornalisti. Naoto lo invita a cena per festeggiare la vittoria ma vedendo Kentaro fin troppo euforico si vede costretto a ricordargli che c'è ben poco di cui essere contenti, loro due sono amici e si sosterranno a vicenda contro Tana delle Tigri, ma la realtà dei fatti è che l'impresa criminale continuerà a perseguitarli a vita. |                   |         |
| 81  | Un nuovo lottatore 「地獄のプロモーター」 - Jigoku no puromōtā – "Il promoter dell'inferno" | 15 aprile 1971    |         |
| 81  | Tiger Mask addestra Kentaro il quale dà prova di abilità eccezionali, tanto da poter rivaleggiare con il suo mentore, Kentaro dovrà affrontare un avversario forte ed esperto, Black Hurricane, il match ha inizio e l'avversario usa da subito attacchi fallosi, ma Kentaro si porta in vantaggio, ma poi perde la concentrazione quando vede Mister X tra il pubblico, il suo avversario ne approfitta per sopraffarlo, anche se poi alla fine il giovane wrestler giapponese sconfigge Black Hurricane. Tiger Mask spiega a Kentaro che la presenza di Mister X sta a indicare che Tana delle Tigri, nonostante la morte delle tre tigri, è ancora dell'intento di ucciderli e che vogliono riaprire le ostilità. La preoccupazione di Naoto è che forse Tana delle Tigri ha ancora un asso nella manica, un wrestler persino più forte delle tre tigri. Tiger Mask affronta un wrestler molto forte e scorretto che cerca anche di togliergli la maschera, Kentaro fa notare all'amico la presenza di Mister X tra il pubblico, ma Tiger Mask non perde la concentrazione e con una serie di calci in volo sconfigge l'avversario. Mister X va in albergo e trova Naoto ad attenderlo in ascensore, e con le cattive lo costringe a dirgli quali sono i piani di Tana delle Tigri. Mister X gli spiega che l'organizzazione gli ha dato libero potere per decidere come uccidere Naoto e Kentaro nel modo che meglio preferisce informandolo che a breve disputerà un death match, anche se Naoto non si lascia impressionare. Mister X sfoglia il catalogo dei vari wrestler così da scegliere quale di loro sfiderà Tiger Mask, uno tra tutti attira la sua curiosità: Universal Mask. |                   |         |
| 82  | Combattimento disperato 「金網の中の死闘」 - Kanaami no naka no shitō – "Battaglia mortale nella rete" | 22 aprile 1971    |         |
| 82  | Mister X manda un micidiale sfidante contro Tiger Mask, si tratta di Universal Mask, un wrestler dotato di un'agilità straordinaria da ginnasta. Infatti durante la conferenza stampa egli mostra evoluzioni degne di un ginnasta esperto. Durante il match, nella gabbia, sfodera contro Tiger Mask un colpo mortale che il campione non riesce a fermare. Tuttavia dopo alterne vicissitudini egli riesce ad aver la meglio contro il forte wrestler togliendogli la maschera, Giant Baba lo riconosce: è Mark Stroheim, era un promettente ginnasta di origine tedesca che avrebbe preso parte alle Olimpiadi, ma rinuncia improvvisamente al suo sogno, preferendo cambiare disciplina. |                   |         |
| 83  | La nuova famiglia di Micro 「幸せはいつ訪れる」 - Shiawase wa itsu otozureru – "Quando arriva la felicità?" | 29 aprile 1971    |         |
| 83  | Naoto accompagna Ruriko, Mitsu e Chappy a fare compere, infatti un'amica di Ruriko sta per sposarsi quindi vanno a comprarle un regalo, ma al centro commerciale Mitsu incontra Takada, suo zio, il quale è sorpreso di rivederla. Gli zii di Mitsu vanno alla Chibikko House, era da tempo che volevano mettersi in contatto con i famigliari della bambina, tra l'altro sono persone molto benestanti. Mitsu lascia l'orfanotrofio per andare a vivere con la sua famiglia, salvo poi scappare e ritornare all'orfanotrofio, infatti non si trova bene nella sua nuova casa, non le permettono di vedere in televisione i match di Tiger Mask, inoltre non va d'accordo con suo cugino, un bambino viziato e superficiale. Takada va alla Chibikko House per riprenderla ma Mitsu è irremovibile, infatti vuole restare lì, quindi Ruriko telefona a Tiger Mask chiedendogli di aiutarli. Il wrestler spiega alla piccola che non è giusto da parte sua giudicare male i suoi parenti solo perché hanno abitudini diverse dalle sue, promettendole che in ogni caso resteranno per sempre amici. Mitsu torna a casa con suo zio riconoscendolo come una figura paterna. |                   |         |
| 84  | Il garofano bianco 「勝利への誓い」 - Shōri e no chikai – "Il giuramento per la vittoria" | 6 maggio 1971     |         |
| 84  | Kentaro è entusiasta all'idea di combattere per la prima volta insieme a Tiger Mask in un tag match contro i Bad Brothers, poi mentre è in centro con sua sorella incrocia Mister X che gli fa una proposta: tornare a Tana delle Tigri lasciando che l'impresa lo trasformi in un wrestler ricco e famoso. Gli rivela che i tre amministratori erano le tre tigri, che sono decedute, quindi Mister Y e Mister Z hanno preso il loro posto, con lui come promotore, e adesso c'è una nuova amministrazione a Tana delle Tigri e sarebbero disposti a perdonare il suo tradimento reintegrandolo nell'organizzazione, non cambiando però idea nell'eliminare Naoto. Quest'ultimo vive ancora nella paura che Tana delle Tigri possa avere tra le sue file un wrestler più forte delle tre tigri, comunque ha capito che con la morte dei tre amministratori adesso l'organizzazione si sta indebolendo. Kentaro è tentato di accettare l'offerta di Mister X dato che risolverebbe molti dei suoi problemi, ma Naoto rievoca in lui il ricordo dei suoi amici, Koroku e Hans, uccisi dalla Tana delle Tigri, facendogli capire che non cambieranno mai e che sono solo dei criminali. Kentaro regala un garofano bianco a sua sorella per la festa della mamma, ma Ruriko gli chiede di riprenderselo perché senza volerlo ha ferito gli altri bambini della Chibikko House ricordando loro che diversamente da Yoko, che può trovare consolazione nel ricordo della madre, non hanno mai conosciuto le loro mamme. Kentaro comprendendo il suo sbaglio regala a tutti i bambini dell'orfanotrofio un fiore, con un biglietto di scuse per Ruriko. Kentaro rifiuta la proposta di Mister X e affronta i Bad Brothers insieme a Tiger Mask, riuscendo da solo a batterli nel primo match, ma nel secondo i suoi avversari lo mettono in difficoltà con le loro scorrettezze, tra l'altro pretende di battersi da solo senza chiedere aiuto a Tiger Mask, che poi lo costringe a dargli il cambio. Il wrestler mascherato sconfigge facilmente i Bad Brothers vincendo il tag match, mentre Kentaro comprende di essere ancora troppo egoista non avendo pensato ai bambini e alla possibilità di urtare i loro sentimenti, oltre al fatto che desideroso di vincere da solo non avrebbe chiesto aiuto a Tiger Mask rischiando di compromettere la vittoria, prendendo atto che deve ancora maturare come uomo. |                   |         |
| 85  | Caccia mortale 「死のハンター」 - Shi no hantā – "Il cacciatore della morte" | 13 maggio 1971    |         |
| 85  | Mister X in un primo momento considera l'idea di assoldare il wrestler Jekyll & Hyde per uccidere Tiger Mask, ma dato che assumerlo richiederebbe troppi soldi decide di eliminare il traditore di Tana delle Tigri da solo, approfittando del fatto che raggiungerà i suoi colleghi a Shimoda, nella prefettura di Shizuoka, con un giorno di ritardo. Jane, membro del gruppo di sicari assoldati da Mister X, telefona a Naoto spacciandosi per Ruriko chiedendogli di raggiungerlo alla Chibikko House ma Tiger Mask intuisce l'inganno di Tana delle Tigri, quindi avendo capito che era una trappola va a Shimoda in auto, anche se Jane trova il modo di farlo finire fuoristrada, uccidendolo apparentemente. Lui invece era saltato fuori dall'auto appena in tempo, e prende quella di Jane. Poi si ferma a una stazione di servizio dove un altro sicario di Mister X mette sotto l'auto un congegno che azionato farà fare un incidente mortale al wrestler, fortunatamente un guidatore disattento urta l'auto, rendendola inutilizzabile. Tiger Mask ignora di essere scampato a morte certa. Un uomo gentilmente gli offre un passaggio con la sua auto ma si tratta di un altro sicario di Mister X che cerca di ucciderlo intrappolandolo nell'auto che finirà in un precipizio, ma Tiger Mask esce fuori dal mezzo appena in tempo salvandosi. Due passanti gentilmente lo portano in tempo a Shimoda, dove lui disputa il suo match, mentre Mister X, arrabbiato come non mai per aver fallito ancora una volta, decide di assoldare il wrestler Jekyll & Hyde. |                   |         |
| 86  | Diavolo pazzo 「ジキルアンドハイド」 - Jikiru ando Haido – "Jerkyll and Hyde" | 20 maggio 1971    |         |
| 86  | Il wrestler americano Jekyll & Hyde, assoldato da Tana delle Tigri, sfida Tiger Mask in un match. Kentaro è contrario al fatto che il suo amico accetti la sfida con tanta leggerezza, ma Tiger Mask gli spiega che come campione del mondo di wrestling è un suo dovere dare pari opportunità a tutti i suoi sfidanti, chiedendo a Kentaro di fargli da secondo. Ruriko e i bambini della Chibikko House assistono al match dal vivo, all'inizio Jekyll & Hyde combatte lealmente, anche se Tiger Mask si porta in vantaggio. Ma dopo aver assunto una strana sostanza da una boccetta di vetro, cambia completamente stile di combattimento, diventando violento e sleale. Jekyll & Hyde butta giù dal ring Tiger Mask, poi lo colpisce con una sedia, tra l'altro cerca di strangolarlo con il filo di un telefono, inoltre lo pugnala alla spalla con una penna. Kentaro cerca di fermarlo, ma niente tiene a freno la sete omicida di Jekyll & Hyde, tanto che Ruriko sviene, il wrestler di Tana delle Tigri cerca di uccidere Tiger Mask con un ombrello, ma lui riesce a toglierglielo di mano, poi Jekyll & Hyde cerca di colpirlo con una bottiglia di vetro rotta ma Tiger Mask si difende con l'ombrello, infine sconfigge il nemico con la sua mossa finale. Tiger Mask gli toglie la maschera scoprendo che Jekyll & Hyde in realtà è il famoso wrestler Mike Sharpe. Tiger Mask, pur essendo soddisfatto della vittoria riflette sul fatto che ogni volta che sconfigge un avversario distrugge le sue aspirazioni, e di questo non può gioire, mentre Sharpe ha perso perché non ha avuto nessun controllo sulla sua eccessiva aggressività. Nel suo camerino Tiger Mask riceve la visita di Ruriko e dei bambini che si congratulano con lui per la vittoria, anche se hanno notato una stranezza: quando Ruriko credeva che Jekyll & Hyde avrebbe ucciso Tiger Mask aveva pronunciato il nome di Naoto, e questo crea imbarazzo tra lei e Tiger Mask, dato che tutti e due sanno che la ragazza è a conoscenza della vera identità del wrestler mascherato. |                   |         |
| 87  | Caccia a Uomo Tigre 「虎狩り計画」 - Tora kari keikaku – "Il piano di caccia alla tigre" | 27 maggio 1971    |         |
| 87  | Il boss di Tana delle Tigri dopo essersi allenato con i giovani allievi, decide di togliere a Mister X l'incarico di eliminare Tiger Mask occupandosene lui personalmente, infatti intende affrontarlo ma poi ripensa al fatto che se Tiger Mask sconfiggesse anche lui sarebbe la fine di Tana delle Tigri, quindi prima di prendere una scelta dalla quale non potrebbe più tornare indietro decide di far combattere Tiger Mask contro un altro wrestler, forte quanto le tre tigri, Devil Spider, informando Mister X che è estremamente preoccupato avendo capito che il fatto che il boss ha deciso di sistemare Tiger Mask senza il suo aiuto vuol dire una cosa sola: una volta ucciso Tiger Mask, Tana delle Tigri eliminerà anche Mister X in virtù di tutti i suoi fallimenti. Kentaro e Naoto hanno paura che prima o poi Tana delle Tigri possa coinvolgere anche i bambini e usarli contro di loro, rendendosi conto che continuare a combattere senza arrendersi è l'unica cosa che possono fare. |                   |         |
| 88  | La nuvola di fuoco 「炎の死刑台」 - Honō no shikei dai – "Il patibolo delle fiamme" | 3 giugno 1971     |         |
| 88  | Il boss di Tana delle Tigri a breve arriverà in Giappone con Devil Spider, il wrestler assassino che dovrebbe uccidere Tiger Mask, e questo fa preoccupare Mister X infatti per garantirsi ancora una posizione di rilievo a Tana delle Tigri deve uccidere lui Tiger Mask prima dell'arrivo del suo capo. Dunque lui e i suoi sicari cercano di ucciderlo con un incidente stradale, infatti mentre Tiger Mask è al volante dell'auto viene affiancato da due camion, poi un altro sicario di Mister X lo fa andare fuori strada con una trivella nascosta sotto un tombino, ma la fortuna gioca a favore del wrestler dato che dei materassi caduti da un camion per i trasporti attutiscono l'urto. Naoto incrocia Kentaro e i due vanno ai grandi magazzini per comprare un regalo per il compleanno di Ruriko dato che poi dovranno andare alla sua festa, poi vanno via dal parcheggio con le loro auto, quella di Naoto resta dietro e i sicari di Mister X versano nella galleria dell'olio facendo perdere il controllo all'auto che sbatte contro un'altra, innescando un'esplosione, il fuoco si propaga a causa dell'olio, e Naoto rischia di morire intrappolato nell'auto. Kentaro viene distratto da Jane, la quale simula un incidente, poi Kentaro vede il fumo delle fiamme uscire dalla galleria, comprendendo che Jane è un sicario di Tana delle Tigri e che Naoto è in pericolo. Kentaro guida con l'auto dentro la galleria in fiamme e urta quella di Naoto spingendola giù nel parcheggio, al riparo dal fuoco, salvandogli la vita. Naoto viene portato in ospedale, fortunatamente le sue condizioni sono stabili, mentre Mister X è agitato avendo fallito un'altra volta nell'eliminare il suo nemico: infatti, anche se il suo piano era perfetto, non aveva considerato l'intervento di Kentaro. |                   |         |
| 89  | La felicità di Yoshibo 「ヨシ坊の幸福（しあわせ）」 - Yoshibō no shiawase – "La felicità di Yoshibo" | 10 giugno 1971    |         |
| 89  | Tiger Mask non è nel pieno delle sue forze, tanto che Giant Baba e Kentaro lo convincono a prendersi una pausa, dunque Tiger Mask lascia a Kentaro il compito di combattere al suo posto nel prossimo match. Naoto va a trovare i bambini all'orfanotrofio e vede Kenta e Yoshibo litigare come sempre, quindi Ruriko li mette in castigo. Wakatsuki informa la sorella che una famiglia benestante ha fatto richiesta di adozione per Yoshibo, e nonostante all'apparenza sembri una buona notizia, Ruriko piange all'idea che Yoshibo e Kenta non stiano più insieme perché, a dispetto dei loro frequenti litigi, sono molto legati. Yoshibo non sembra prendere bene la cosa, comunque decide di passare un po' di tempo con la coppia nella loro lussuosa casa, i due coniugi persero il figlio, che ora è deceduto, tra l'altro sono persone gentili e affabili. Nonostante tutto il bambino non si sente a suo agio, mentre Naoto guida sotto la pioggia vede Yoshibo e lo raggiunge. Il piccolo vorrebbe restare in orfanotrofio, quindi Naoto gli fa capire che adesso è grande abbastanza da decidere da solo quello che è giusto per lui. Yoshibo decide di rimanere in orfanotrofio, con grande felicità dei suoi amici. Tiger Mask torna sui suoi passi e decide di disputare lui il match al posto di Kentaro, contro Big Robo, nonostante il parere contrario dei suoi colleghi, e nonostante non sia in ottima forma sconfigge il breve tempo il suo avversario. Tiger Mask capisce bene i sentimenti che ha provato Yoshibo dato che pure lui è cresciuto come un orfano, affermando che i bambini non hanno bisogno propriamente di genitori o di stabilità economica, ma solo di amore, e che i bambini che sono cresciuti senza figure genitoriali, si legano solo alle persone che gli sono state vicine nella crescita, e nel caso di Yoshibo sono i suoi amici dell'orfanotrofio. |                   |         |
| 90  | Il Texano 「無冠の王者」 - Mukan no ōja – "Il re senza corona" | 17 giugno 1971    |         |
| 90  | Mister X va in America alla ricerca di un buon wrestler che possa uccidere Tiger Mask, e la sua scelta ricade su The Missiganian, conosciuto per essere un wrestler tra i più forti. Gli offre del denaro pur di combattere contro Tiger Mask, ma lui rifiuta, infatti non gli interessano né i titoli né tanto meno i soldi, lui vuole solo combattere contro i wrestler migliori, anche se sono veramente pochi quelli capaci di combattere al suo livello. The Missiganian è un grande amico di Star Apollon, e rammenta di quando gli parlò di un formidabile wrestler conosciuto in Giappone, quindi capisce che si tratta di Tiger Mask, ricordando tra l'altro di quando si riaffrontarono al Madison Square Garden, lui aveva assistito al wrestling e rimase colpito dalla forza del wrestler mascherato, quindi cambia idea e accetta di accompagnare Mister X in Giappone sfidando Tiger Mask. Kentaro rivela a Naoto che quando lottò in America sotto il nome di Yellow Devil aveva fatto una richiesta di sfida a The Missiganian ma lui rifiutò in quanto, a quel tempo, Kentaro non prendeva sul serio il wrestling per via del suo stile di combattimento sleale e violento. Tiger Mask e The Missiganian si affrontano in un grande match a parità di livello, Tiger Mask rimane colpito dalla straordinaria forza del suo avversario, Mister X a bordo ring offre a The Missiganian un coltello così potrà uccidere Tiger Mask, ma The Missiganian essendo un wrestler leale, rifiuta il suo aiuto mentre Kentaro butta giù dal ring Mister X. Allo scadere del tempo il match finisce in parità e i piani di Mister X falliscono ancora. |                   |         |
| 91  | La tela del ragno 「悪魔の蜘蛛の巣」 - Akuma no kumo no su – "Il nido del ragno diabolico" | 24 giugno 1971    |         |
| 91  | Tiger Mask dovrà affrontare in un match il nuovo sicario di Tana delle Tigri, Devil Spider, infatti Mister X va a prenderlo all'aeroporto, scoprendo che un altro wrestler mascherato di Tana delle Tigri ha accompagnato Devil Spider in Giappone: Miracle 3. Lui si toglie la maschera in albergo così Mister X scopre che Miracle 3 è il boss di Tana delle Tigri, che sta prendendo in considerazione l'idea di affrontare Tiger Mask personalmente, rivelando a Mister X che in passato pure lui era un wrestler, si faceva chiamare Tiger the Great, era invincibile e non aveva mai perso un match. Dato che non c'era più nessuno capace di tenergli testa, abbandonò il wrestling diventando il sovrintendente di Tana delle Tigri. Aggiunge che, anche se è un po' avanti con gli anni, il suo livello di forza non è cambiato. Lui afferma che Big Tiger, Black Tiger e King Tiger rispecchiavano diversi aspetti del wrestling, rispettivamente forza, velocità e tecnica, mentre lui possiede tutte queste caratteristiche. Però, essendo consapevole che, se perdesse, allora Tana delle Tigri sarebbe finita, preferisce aspettare prima di battersi. Tiger Mask e Devil Spider si affrontano su corde intrecciate sospese, con cavi a dieci metri d'altezza, l'attenzione di Tiger Mask però è rivolta a Miracle 3 che fa da secondo a Devil Spider, capendo che a breve dovrà misurarsi anche con lui. Prima ancora dell'inizio del match Devil Spider attacca Tiger Mask, che diversamente da lui non riesce a combattere bene, perché a causa dell'instabilità delle corde rimane incastrato nella rete con le gambe. Mister X ha capito che, una volta morto Tiger Mask, Tana delle Tigri ucciderà pure lui alla luce dei suoi fallimenti. Tiger Mask si aggrappa a Devil Spider riuscendo a liberare le gambe, l'avversario usa un tirapugni acuminato, ma Tiger Mask lo colpisce con un calcio e il tirapugni cade per terra. Devil Spider fa sì che la testa di Tiger Mask si incastri nella rete e lo fa girare intorno così la rete si avvolgerà attorno al collo soffocandolo, ma Tiger Mask si libera, colpendolo con un calcio. Poi si porta in vantaggio su di lui, ma Miracle 3 con il tirapugni di Devil Spider taglia una delle funi che permetteva alla rete di rimanere stabile. Tiger Mask cade al suolo e Devil Spider dalla rete si lancia su di lui per finirlo con una ginocchiata, ma l'avversario schiva il colpo e Devil Spider sbatte il ginocchio al suolo e a causa dell'infortunio perde il match. Miracle 3 ha capito che Tiger Mask è ancora troppo forte per lui, mentre Mister X ha deciso di uccidere il traditore di Tana delle Tigri personalmente, perché solo così avrà la certezza di non venire eliminato dalla sua stessa organizzazione. |                   |         |
| 92  | Mistero Nero 「疑惑の怪人」 - Giwaku no kaijin – "Sospetto sull'uomo misterioso" | 1º luglio 1971    |         |
| 92  | Il boss di Tana delle Tigri, Miracle 3, sorprende Mister X con una strana richiesta: dovrà inserirlo nella Japan Pro-Wrestling Association, così potrà combattere insieme a Tiger Mask. Infatti vuole sfidarlo, ma avendo compreso che Tiger Mask è più forte di lui, ha bisogno di studiare la sua tecnica, sostenendo che il modo migliore per farlo è quello di combattere osservandolo da vicino. Inoltre affronterà wrestler stranieri, dando sfoggio della sua forza. Nonostante il calendario dei match sia stato già fissato, Mister X prova a convincere Giant Baba a inserire Miracle 3 nella sua formazione, dato che c'è uno spazio vuoto. Infatti non c'è nessun avversario per Bill Buffalo, dato che il suo sfidante si è ritirato, vista la brutalità del wrestler. Tiger Mask, informato da Kentaro, va nell'ufficio di Giant Baba per avere chiarimenti. Infatti sembra che Miracle 3 voglia combattere solo contro wrestler stranieri, e non contro i giapponesi. Come se non bastasse vuole farsi includere nella sezione dei wrestler di seconda categoria che lavorano con uno stipendio che non è nemmeno la metà di quello dei wrestler di prima categoria, infatti sarebbe un contratto invidiabile. Tiger Mask risponde a una telefonata di Mister X, che con una velata minaccia convince il nemico a facilitare l'ingresso di Miracle 3 nella Japan Pro-Wrestling Association. Giant Baba quindi con il consenso dell'amico piazza Miracle 3 come avversario di Bill Buffalo. Kentaro e Tiger Mask osservano il match in veste di spettatori, rimanendo colpiti dalla forza di Miracle 3 e della sua perfetta tecnica, che non ha rivali. Infatti riesce a mettere alle strette Bill Buffalo con estrema facilità. Tra l'altro Tiger Mask ha capito che Miracle 3 non sta combattendo con l'avversario allo scopo di sconfiggerlo: infatti per lui è solo un gioco, il suo unico scopo è quello di far vedere a tutti quanto sia forte, anche se Tiger Mask ha compreso che la sua reale forza è ben lontana da quella che ora sta mostrando. Dopo che Miracle 3 sconfigge Bill Buffalo, l'allenatore di quest'ultimo, Killer Karl Pops, gli lancia la sfida, mentre Naoto, intimorito dalla spaventosa forza del wrestler, capisce subito che prima o poi dovrà misurarsi con lui e che sarà una sfida difficilissima. |                   |         |
| 93  | Un consiglio prezioso 「今日のいのちを」 - Kyō no inochi o – "...la vita di oggi" | 8 luglio 1971     |         |
| 93  | Killer Karl Pops affronta Miracle 3, che ormai è diventato in breve tempo un wrestler famoso grazie alla sua eccezionale forza, tutti lo considerano il favorito del match al Tokyo Metropolitan Gymnasium. Miracle 3 con grande maestria colpisce l'avversario con una delle corde del ring, poi lo afferra con la mano e lo fa girare sfruttando la forza centrifuga per lanciarlo in aria per poi dargli il colpo di grazia con una ginocchiata. Naoto, che ha assistito al match, è timoroso all'idea di dover combattere contro Miracle 3, la cui abilità e potenza sono ben superiori di quelle di tutti gli altri wrestler da lui conosciuti fin ora, infatti è della convinzione che se dovesse combatterlo non riuscirebbe a vincerlo. Miracle 3 osserva i filmati dei match di Tiger Mask, avendo per ora capito che lui attacca dal lato destro, quindi, coprendo quel punto, dovrebbe ridurre di molto la sua forza d'attacco, ma non è sufficiente, infatti essendo consapevole che Tiger Mask è forte oltre ogni limite, è intenzionato a sfidarlo solo quando la sua tecnica non avrà più segreti per lui con la certezza assoluta di poterlo battere, in un match dove solo uno di loro due uscirà vivo. Il boss della Tana delle Tigri vuole studiare la tecnica del nemico, osservandolo mentre affronta wrestler molto forti, quindi decide di farlo combattere contro The Piranhan, uno dei pochi di Tana delle Tigri capace di tenergli testa. Kentaro incrocia Ruriko, la quale sta cercando Kenta, che non è ancora tornato all'orfanotrofio, nonostante la tarda ora. Kentaro inizia a cercarlo anche lui, trovandolo solo e demoralizzato. Il bambino in lacrime gli rivela che il bullo della scuola lo ha pesantemente insultato, sottolineando il fatto che è orfano. Diversamente dal solito, Kenta, umiliato come non mai, non ha avuto il coraggio di reagire. Kentaro gli confessa che anche Tiger Mask è orfano e lo porta da lui, il wrestler mascherato lo rimprovera per non aver reagito all'insulto, poi si fa colpire con un pugno dal bambino, spiegandogli che a volte bisogna saper incassare nella vita. Kenta assiste insieme a Kentaro al combattimento di Tiger Mask, che lui vince, essendo consapevole che essere orfano non è l'unico ostacolo che Kenta dovrà affrontare nel suo futuro, cercando di essere un esempio per lui, mentre il bambino acclama il suo invincibile eroe. |                   |         |
| 94  | L'onore dell'Uomo Tigre 「身替りの虎」 - Mikaeri no tora – "Scambio di persona per la tigre" | 15 luglio 1971    |         |
| 94  | Naoto passa una giornata al fiume insieme a Ruriko e ai bambini, Kenta sfida Yoshio a una gara di nuoto, ma a causa delle forti correnti rischiano di annegare. Naoto li porta in salvo, ma Yoshio ha ingerito troppa acqua. Kenta sente quattro ragazzi più grandi discutere, erano stati loro inavvertitamente a togliere il cartello di avvertenza per le correnti, sperando di passarla liscia, quindi Kenta li prende a pugni, non tollerando la loro indifferenza nei confronti dell'amico che per colpa loro poteva morire. Naoto con le tecniche di pronto soccorso lo salva e Kenta lo abbraccia in segno di gratitudine. Il medico ora si prenderà cura di Yoshio mentre Naoto deve presentarsi al match contro Judas, però avendo capito che non farà in tempo ad arrivare, telefona alla federazione di wrestling chiedendo loro di annullare il match. A rispondere alla chiamata però è Mister X, che camuffa la voce con un fazzoletto e si spaccia per un inserviente, promettendo a Naoto che avvertirà Giant Baba dell'inconveniente. Ma in realtà lui non ha intenzione di dire nulla, tutti crederanno che il match si farà, quindi va da Judas dicendogli che Tiger Mask non si presenterà per vigliaccheria, così rovinerà la sua reputazione, ma Miracle 3 gli fa notare che Tiger Mask è già arrivato. Il wrestler mascherato affronta Judas, ma Miracle 3 osservando la tecnica di combattimento capisce che quello che sta indossando la maschera di tigre non è Naoto, ma Kentaro. Infatti quest'ultimo aveva origliato la conversazione tra Judas e Mister X, quindi avendo capito che Naoto non avrebbe fatto in tempo a venire ha indossato la sua maschera disputando il match al suo posto. Judas è un avversario molto ostico, ma Kentaro lo sconfigge sotto lo sguardo di Naoto, che era appena arrivato, contento del fatto che il suo amico abbia difeso l'onore di Tiger Mask. Miracle 3 giura vendetta contro Kentaro, perché lui, come Tiger Mask, è un traditore di Tana delle Tigri e dunque subirà la loro punizione. |                   |         |
| 95  | Il Piranha 「ザ・ピラニアン」 - Za Piranian – "The Piranhan" | 22 luglio 1971    |         |
| 95  | Tiger Mask deve affrontare un nuovo sicario di Tana delle Tigri appositamente scelto dal boss allo scopo di studiare meglio l'avversario, ovvero The Piranhan. Lo scontro si terrà in un ring insolito: una piattaforma in mezzo a una vasca piena d'acqua. Il match ha inizio e Tiger Mask si dimostra da subito il migliore, anche se The Piranhan lo disorienta, tuffandosi in acqua il più delle volte, tanto che Miracle 3, che assiste al match insieme a Mister X, inizia a maturare l'idea che The Piranhan non sia l'avversario giusto per Tiger Mask, oltre al fatto che non riesce a competere con la sua forza, il suo modo di combattere non gli consente di studiare lo stile di wrestling del traditore di Tana delle Tigri. Mister X però ha escogitato un piano, intanto Tiger Mask e The Piranhan si affrontano sott'acqua e lì il wrestler giapponese scopre che il suo avversario usava una bombola d'ossigeno, poi un sicario di Mister X fa liberare nella vasca d'acqua dei piragna i quali provano a mangiare vivo Tiger Mask, mentre The Piranhan non corre rischio dato che sul suo costume è spalmata una crema che funge da repellente per i pesci carnivori. Nonostante tutto Tiger Mask riesce a liberarsi dall'attacco dei piragna, seppur con gravi ferite, infine attacca The Piranhan sconfiggendolo, l'avversario finisce in acqua dove rischia di essere mangiato vivo dai pesci carnivori, Kentaro lo porta in salvo e gli toglie la maschera, riconoscendolo, si tratta del wrestler conosciuto come Iron Shark. Tiger Mask non riesce a gioire della vittoria stufo dei wrestler che continuano a rischiare la vita per i falsi ideali di Tana delle Tigri. |                   |         |
| 96  | Chi è Uomo Tigre? 「虎の正体？」 - Tora no shōtai? – "La vera identità della tigre?" | 29 luglio 1971    |         |
| 96  | Kenta è sempre più curioso di scoprire chi si nasconde dietro la maschera di Tiger Mask, poi cade da un albero ma Naoto lo prende al volo, facendosi male, infatti Kenta nota che è pieno di bendaggi, conseguenza dello scontro con The Piranhan. Kenta gli chiede come si sia procurato quelle ferite, quindi Naoto mente dicendo che è reduce da un incidente con l'auto. Kenta chiede a Yoko di domandare a Kentaro chi è veramente Tiger Mask, ma il giovane wrestler si rifiuta nella maniera più assoluta di confidare il segreto di Naoto, invitando Kenta a rispettare la privacy di Tiger Mask. Ma Kenta non si arrende, quindi si nasconde nel bagagliaio dell'auto di Kentaro nella speranza di seguirlo fino allo spogliatoio della palestra di Tiger Mask sorprendendolo senza maschera, ma dato che il volante dell'auto di Kentaro gli dà dei problemi, lui la porta all'autorimessa, lì c'è l'auto di Naoto e Kenta nota che è in ottimo stato nonostante avesse affermato che aveva appena avuto un incidente, oltre al fatto che le ferite di Naoto coincidono con quelle che Tiger Mask si è procurato durante il match contro The Piranhan. Kenta inizia a considerare l'idea che Naoto è Tiger Mask, quindi lo convince a venire alla Chibikko House, fortunatamente Yoshio avverte in tempo Naoto che trova il sistema di sviare i sospetti di Kenta che rinuncia all'idea che Naoto sia Tiger Mask, tenendo così nascosto il suo segreto. |                   |         |
| 97  | Un lottatore eccezionale 「敗北の予感」 - Haiboku no yokan – "Il presentimento della sconfitta" | 5 agosto 1971     |         |
| 97  | Miracle 3, che ormai si è guadagnato il consenso del pubblico, diventando un wrestler famoso e ammirato, combatte contro Red Gallo, un wrestler sleale e minaccioso, ma nonostante tutto riesce a sconfiggerlo, combattendo lealmente, sotto lo sguardo di Kentaro e Tiger Mask, che rimangono sempre più sorpresi dell'incredibile forza del wrestler misterioso. Naoto è preoccupato quindi, sapendo che alla fine dovrà affrontare questo terribile avversario, inizia a visualizzare nella sua mente la tattica con cui lo combatterà, avendo compreso che sul piano fisico non può competere con lui, quindi decide di puntare sulla velocità, ma poi prende atto che non può sperare di batterlo solo con la velocità dato che Miracle 3 è veloce almeno quanto lui, tra l'altro è probabilmente un wrestler più abile di Naoto. Mister X e il boss di Tana delle Tigri festeggiano la buon riuscita del piano infatti loro vogliono intimidire Tiger Mask sperando che, vedendo la forza di Miracle 3, lui possa diventare emotivamente più vulnerabile, ma prima di attaccare lui, daranno una lezione a Kentaro, infatti anche Naoto ha capito che probabilmente Miracle 3 sfiderà prima lui. |                   |         |
| 98  | Terrore di combattere 「捨て身の虎」 - Sutemi no tora – "La tigre rischia la vita" | 12 agosto 1971    |         |
| 98  | Tiger Mask è preoccupato come non mai per la minaccia di Miracle 3, comunque quando Naoto va a trovare i bambini dell'orfanotrofio trova Kenta in pessime condizioni, inoltre il bambino è particolarmente arrabbiato, infatti è stato picchiato da altri tre bambini e vuole la sua vendetta su di loro, ma Naoto gli fa capire che la cosa giusta da fare è lasciare che Ruriko parli con i genitori di quei ragazzi perché usare la violenza come soluzione dei suoi problemi lo renderebbe simile a loro, mentre è giusto che i genitori di quei bambini li aiutino a capire dove hanno sbagliato. Kenta, nonostante sia ancora dell'intenzione di dare un giorno una lezione a quei bulli, dà ascolto a Naoto permettendo a Ruriko di parlare ai loro genitori. Tiger Mask affronta il match contro Cyclone Gaston, e nonostante non sia un avversario alla sua altezza, riesce a metterlo in difficoltà a causa del blocco psicologico di Miracle 3, che tra l'altro è venuto a vedere il match sapendo che la sua presenza mette a disagio Tiger Mask. Quest'ultimo ormai sembra in procinto di perdere ma poi ritrova fiducia in sé stesso e sconfigge facilmente il suo avversario avendo finalmente capito che può battere Miracle 3. |                   |         |
| 99  | Lupo Solitario 「狼よ血に吠えろ!!」 - Ōkami yo chi ni hoero!! – "Lupo, ulula al sangue!!" | 19 agosto 1971    |         |
| 99  | Giant Baba informa Tiger Mask che un wrestler vuole sfidarlo per il titolo mondiale, si tratta di Lone Wolf. Kentaro gli rivela che si tratta di un wrestler di Tana delle Tigri, ai tempi in cui anche lui combatteva per l'organizzazione Lone Wolf era un suo kōhai, è cresciuto nelle foreste tra le montagne che si trovano nei confini canadesi, il suo comportamento ricorda quello di una bestia piuttosto che quello di un uomo civilizzato. Dato che la forza di Miracle 3 mette in ombra quella di tutti gli altri wrestler di Tana delle Tigri, Tiger Mask non lo prende molto sul serio. Mister X e Miracle 3 sono convinti che Lone Wolf, con il suo stile di combattimento selvaggio e violento, darà del filo da torcere a Tiger Mask spingendolo a usare la sua forza al massimo, così potranno finalmente studiare a fondo la sua tecnica. Tiger Mask e Lone Wolf finalmente si affrontano: quest'ultimo riesce a dominare il match, ferendo gravemente Tiger Mask, mettendolo in difficoltà con i suoi terribili morsi. Infatti Tiger Mask fa fatica a difendersi dallo stile di combattimento selvaggio e aggressivo del rivale, capendo di aver sbagliato a sottovalutarlo. Ormai Lone Wolf sembra avere la vittoria in pugno, ma all'ultimo momento Tiger Mask lo sconfigge con una mossa inaspettata, buttandolo fuori dal ring. Alcuni cani lupo lo attaccano, ma lui li sconfigge facilmente. Miracle 3 è soddisfatto della prestazione di Lone Wolf, decidendo quindi di lasciarlo libero: infatti Lone Wolf ha messo Tiger Mask nella posizione di dover usare tutta la sua abilità ragion per cui ora la sua tecnica non ha più segreti per Miracle 3, che finalmente si è deciso a voler sfidare Tiger Mask: i due si guardano negli occhi, ormai lo scontro tra Miracle 3 e Tiger Mask è inevitabile. |                   |         |
| 100 | La famiglia di Yoshibo 「明日を切り開け」 - Ashita o kiri hirake – "Apri la strada per il domani" | 26 agosto 1971    |         |
| 100 | Un uomo si presenta all'orfanotrofio, si tratta del padre di Yoshio, infatti anche Kentaro e Naoto notano una certa somiglianza con il bambino, lui rivuole la custodia di Yoshio, a quel tempo lui e la moglie dovettero abbandonarlo a malincuore a causa della loro pessima situazione economica a Yokohama, ma dato che le cose sono migliorate adesso lo rivogliono in famiglia, tra l'altro lui ha pure un fratellino e una sorellina. Yoshio inizia a legare con suo fratello, Naoto ha capito subito che gli vuole già bene, ma è del tutto indifferente ai genitori, specialmente nei riguardi della madre la quale sembra una donna amorevole, ma Yoshio non può perdonarla per non avergli dato il suo amore materno e averlo abbandonato. Yoshio è visibilmente triste e si chiude in sé non volendo nemmeno parlare con i suoi amici, ciò che desidera è restare all'orfanotrofio con le persone che ama, tra l'altro anche Ruriko e Wakatsuki lo invitano a restare con loro se questo è il suo desiderio, ma il ragazzo comprende che non può perché è consapevole che i suoi amici non capirebbero le motivazioni per cui preferirebbe stare all'orfanotrofio nonostante possa ricongiungersi alla sua vera famiglia. Yoshio prende la sofferta decisione di lasciare il suo amato orfanotrofio per andare a vivere con la sua famiglia, mentre Naoto giura che continuerà a modo suo a vegliare su di lui. |                   |         |
| 101 | La sconfitta di Ken 「「虎の穴」の処刑」 - "Tora no Ana" no shokei – "L'esecuzione di "Tana delle Tigri"" | 2 settembre 1971  |         |
| 101 | Il boss di tana delle tigri finalmente decide di sfidare un wrestler giapponese, ovvero Kentaro, e questo preoccupa Naoto sapendo da subito che il suo amico non può competere con Miracle 3 che padroneggia tutti e tre gli aspetti fondamentali del wrestling: forza, velocità e tecnica. Ma soprattutto a dispetto del fatto che per ora Miracle 3 ha combattuto sempre lealmente Naoto è ben consapevole che è capace di scorrettezze terribili. Kentaro va a fare visita alla tomba di Daimon, lui non si fa illusioni, ha già capito che non batterà il suo avversario, ma intende affrontarlo senza paura. È la sera del match tra Miracle 3 e Kentaro, dove Tiger Mask farà da secondo al suo amico, ma quando Miracle 3 sale sul ring cambia costume davanti ai presenti. Infatti ora ne indossa uno da tigre, riprendendo il suo vecchio ring name, Tiger the Great. Tiger Mask capisce che lui è il wrestler più forte di Tana delle Tigri, probabilmente più abile di King Tiger. Il match ha inizio, ma Kentaro non riesce a competere con la spaventosa forza del nemico, che tra ha cambiato stile di combattimento: ora usa ogni tipo di scorrettezze, divertendosi a torturare Kentaro, che prova a colpirlo con uno sgabello di legno, ma Tiger the Great lo distrugge con un calcio, poi calpesta il braccio di Kentaro sul legno dello sgabello acuminato. L'unico scopo di Tiger the Great è torturare Kentaro davanti agli occhi di Tiger Mask per ferirlo emotivamente. Infine mette Kentaro alle corde e avvolge le sue gambe al collo dell'avversario, Tiger Mask interviene e libera Kentaro dalla presa, a causa della sua intromissione Kentaro perde il match, la vendetta di Tana delle Tigri si è abbattuta su di lui. Tiger the Great sfida Tiger Mask davanti a tutti. Tiger Mask porta via un sanguinante Kentaro sulle spalle, il giovane wrestler si scusa con l'amico per non aver saputo gestire bene la situazione, ma Tiger Mask gli spiega che l'unica cosa importante è che lui sia ancora vivo. |                   |         |
| 102 | Il trionfo della verità 「「虎の穴」の真相」 - "Tora no Ana" no shinsō – "La verità di "Tana delle Tigri"" | 9 settembre 1971  |         |
| 102 | Kentaro è stato portato all'ospedale Miyata e Wakatsuki, che è appena andato a trovarlo, dice a Ruriko che le sue condizioni non sono più critiche, anche se preferiscono non dire a Yoko e agli altri bambini quanto sia grave la situazione. Ruriko va a trovarlo in ospedale, lì ci sono anche Tiger Mask e Giant Baba, inoltre dieci colleghi della Japan Pro-Wrestling Association gli hanno donato il sangue come Ruriko. Kentaro si sente ferito soprattutto nell'orgoglio per la sua vergognosa sconfitta, Ruriko gli tiene compagnia e lui le rivela che Tiger Mask in realtà è Naoto, tra l'altro aveva già capito che lei era a conoscenza del segreto. Kentaro le spiega che lui, Naoto e Daimon erano allievi dell'organizzazione criminale del wrestling Tana delle Tigri, ma che poi tradirono l'organizzazione. Il primo a farlo fu Naoto, e la Tana delle Tigri inviò vari wrestler assassini per ucciderlo, alcuni di loro sono riusciti a uccidere Daimon, mentre l'ultimo wrestler dell'organizzazione, Tiger the Great, affrontando Kentaro lo ha appena ridotto in fin di vita. Kentaro le confessa che era lui Yellow Devil, facendo capire a Ruriko, la quale è sconcertata, che Naoto era un orfano solo al mondo e l'unico modo che aveva per emergere nella vita era prendere qualche scelta discutibile unendosi a Tana delle Tigri. Ruriko incrocia Tiger Mask e gli chiede di portarla nella sua camera d'albergo, e lì si toglie la maschera davanti a lei, felice di non doverle più nascondere niente. I due si abbracciano, la ragazza non ha intenzione di convincerlo a non affrontare Tiger the Great, capendo quanto sia importante il match per lui, la cui vittoria potrebbe significare la sconfitta definitiva di Tana delle Tigri. |                   |         |
| 103 | Un mortale tranello 「あがく「虎の穴」」 - Agaku "Tora no Ana" – "La "Tana delle Tigri" si sforza" | 16 settembre 1971 |         |
| 103 | Il death match tra Tiger Mask e Tiger the Great è alle porte, mentre Wakatsuki informa sua sorella che ha intenzione di chiedere un prestito alla banca perché non ha più intenzione di accettare il denaro di Naoto, non ritenendo eticamente giusto che loro dipendano dall'amico. Ruriko scoppia a piangere, dato che è stato proprio a causa del denaro che Naoto ha prestato alla Chibikko House che si è fatto nemico Tana delle Tigri. Tiger Mask va a trovare Kentaro in ospedale, poi va al cimitero, pedinato dai sicari di Mister X, che infatti intende ucciderlo prima che possa combattere con il boss di Tana delle Tigri, conscio che se Tiger the Great dovesse ucciderlo, poi Tana delle Tigri ucciderà anche lui, visti tutti i suoi fallimenti nell'eliminare il traditore, quindi l'unico modo che ha per avere salva la vita e assicurarsi ancora una posizione a Tana delle Tigri è uccidere Tiger Mask prima del match con Tiger the Great. Naoto va al cimitero e c'è pure Arashi, il quale si è accorto della presenza dei sicari di Tana delle Tigri. I due pregano davanti alla tomba di Daimon, poi Tiger Mask va via e, mentre guida nella zona del porto navale, Mister X e i suoi sicari lo fanno finire fuori strada, mentre l'auto finisce in acqua. Fortunatamente, Tiger Mask era riuscito a uscire dall'auto appena in tempo, poi prende un taxi, ma dato che il prossimo piano di eliminazione di Mister X potrebbe coinvolgere degli innocenti, chiede al tassista di cedergli l'auto. Quindi, alla guida del taxi, finisce in un cantiere edile, dove Mister X gli spara con la sua pistola mancandolo. Tiger Mask prova a investirlo, ma non ci riesce. Mister X prova a raggiungerlo, mettendosi al volante dell'auto, seguito a ruota dal rullo compressore guidato dal suo sicario. Purtroppo, a causa di un incidente, il rullo compressore cade sopra l'auto di Mister X, schiacciandola con lui dentro. Infine, Mister X muore dopo una breve agonia, avendo fallito per l'ultima volta nell'eliminare il suo nemico giurato, mentre Tiger Mask è pronto più che mai alla sfida contro Tiger the Great. |                   |         |
| 104 | Il fatidico incontro 「血戦!!「虎の穴」」 - Kessen!! "Tora no Ana" – "Battaglia sanguinosa!! "Tana delle Tigri"" | 23 settembre 1971 |         |
| 104 | Naoto, Ruriko, Tiger the Great e Giant Baba leggono sul giornale della morte di Mister X, è il giorno del death match senza arbitro, regole e limite di tempo tra Tiger Mask e Tiger the Great, che si terrà al Nippon Budokan, però Ruriko nonostante le pressanti richieste dei bambini non ha intenzione di portarli lì a vedere il match dal vivo, quindi dovranno accontentarsi di guardarlo in televisione, anche Arashi vede il match in televisione. La sera del match Tiger Mask si prepara per la sfida, sia lui sia Giant Baba hanno capito che questa sarà la sfida finale contro Tana delle Tigri. Il match ha finalmente inizio e la forza dei due avversari si equivale, ma Tiger the Great con grande abilità neutralizza la mossa finale di Tiger Mask, per poi portarsi in vantaggio su di lui con delle mosse proibite di una crudeltà mai vista prima. |                   |         |
| 105 | La disfatta di Tana delle Tigri 「去りゆく虎」 - Sari yuku tora – "La tigre se ne va" | 30 settembre 1971 |         |
| 105 | Tiger Mask è in difficoltà come non mai, Tiger the Great riesce a dominare il match, riversando tutta la sua cattiveria sull'avversario e usando le scorrettezze più efferate. Nonostante tutto Tiger Mask riesce a difendersi egregiamente, mettendo in difficoltà il boss di Tana delle Tigri, ma quando lui cerca di colpire Tiger Mask in pieno volto con un'asse di legno acuminata, gli rovina la maschera di tigre e Naoto si vede costretto a levarsela per evitare l'attacco che gli sarebbe stato fatale. Tutti ora vedono Tiger Mask a viso scoperto, i bambini della Chibikko House rimangono allibiti vedendo che Naoto e Tiger Mask sono la stessa persona, Wakatsuki capisce che sua sorella lo aveva sempre saputo e Kenta rimprovera sé stesso per non averlo capito prima. Naoto si mette a piangere e a ridere contemporaneamente, avendo compreso che la sua carriera di wrestler è finita, ma nonostante tutto attacca Tiger the Great, iniziando a usare mosse fallose e scatenando la sua ira su di lui. Arashi smette di vedere il match dalla televisione avendo ormai capito che Naoto vincerà il match, infatti Tiger the Great non riesce più a tenergli testa, Naoto lo avvolge con il suo mantello e lo lancia contro il lampadario, rimanendo incastrato lì. Naoto ormai è accecato dalla rabbia e dall'istinto omicida, quindi lo tortura e si aggrappa a lui con le gambe, Giant Baba e Inoki intervengono e salgono sul ring per impedire all'amico di diventare un assassino, ma la catena che reggeva il lampadario cede e cade sul ring. Naoto ne esce illeso ma Tiger the Great muore schiacciato dal peso del lampadario, e sullo sfondo si vede la simbolica distruzione della gigantesca statua della tigre alata con la coda di serpente, il Dio Diavolo, il simbolo di Tana delle Tigri, a dimostrazione del fatto che con la morte del boss anche l'organizzazione criminale è stata sconfitta. Naoto prende la maschera e lascia il ring senza dire nulla, Kenta si scusa con Ruriko non avendo mai riconosciuto il vero valore di Naoto, ma lei gli dice che per lui non ha importanza. Naoto va alla tomba di Daimon e ammette che avrebbe preferito morire, dato che per sconfiggere Tana delle Tigri e il suo capo si è trasformato in un carnefice più crudele dell'avversario e ha sfogato su di lui anni di rabbia repressa. Giant Baba va da Kentaro all'ospedale e su richiesta di Naoto gli regala la maschera da tigre: Kentaro ha capito che il suo dono è un simbolismo e che ora dovrà essere lui a prendersi cura dei bambini al posto di Naoto. Quest'ultimo sente di essere un ipocrita, perché avrebbe potuto combattere lealmente contro Tiger the Great e morire in difesa degli ideali di lealtà e correttezza, restando fedele ai suoi valori. Invece ha preferito una vittoria disonorevole, quindi lascia il Giappone in aereo per una meta ignota, con la promessa che tornerà dalle persone che ama solo quando avrà il coraggio di guardarle a testa alta. |                   |         |